# 맥도날드의 제품 목록
맥도날드의 제품 목록에 관한 내용이다.

맥도날드 로고

맥도날드는 세계에서 가장 큰 패스트 푸드 체인 중 하나로, 1940년 샌버너디노에서 설립되었고 1955년 데스플레인스에서 법인화되었다. 그 이후 맥도날드는 전 세계 수천 개의 지점에서 다양한 간편식을 판매하는 것으로 유명해져 세계적인 이름이 되었다. 맥도널드 형제의 지배를 받을 때 맥도날드는 메뉴를 몇 가지 핵심 품목으로 엄격하게 제한했지만, 레이 크로크가 지배 지분을 인수한 이후 맥도날드는 여러 가지 다른 메뉴를 시험했다. 2007년에 맥도날드는 85가지 품목을 메뉴에 올렸고, 2013년에는 이 숫자가 145가지로 증가했다. 작은 맥도날드 지점에는 약 20명에서 30명의 직원이 일한다.

## 햄버거
맥도날드 쇠고기 패티는 냉동 상태에서 조리되며, 소금과 후추로 양념된다. 이 목록은 미국의 핵심 메뉴 품목을 기준으로 하며, 일부는 전 세계 및 지역 제품이 추가되었다.

### 햄버거
햄버거(일부 국가에서는 이전에 버거로 알려짐)는 구운 번 위에 고기 패티, 케첩, 머스터드, 딜 피클 조각, 재수화된 양파로 구성된다. 대부분의 뉴욕 지역에서는 머스터드 없이 제공된다. 또한 치즈버거, 더블 치즈버거, 트리플 치즈버거로도 판매되며, 각각 한, 두, 세 조각의 치즈가 들어간다. 트리플 버거와 베이컨 더블 치즈버거는 선택 사항이며 모든 레스토랑이나 시장에서 제공되지 않는다. 햄버거와 치즈버거는 회사의 원래 구운 버거 제품으로, 1949년 메뉴의 일부로 제공되었다.

#### 더블 치즈버거

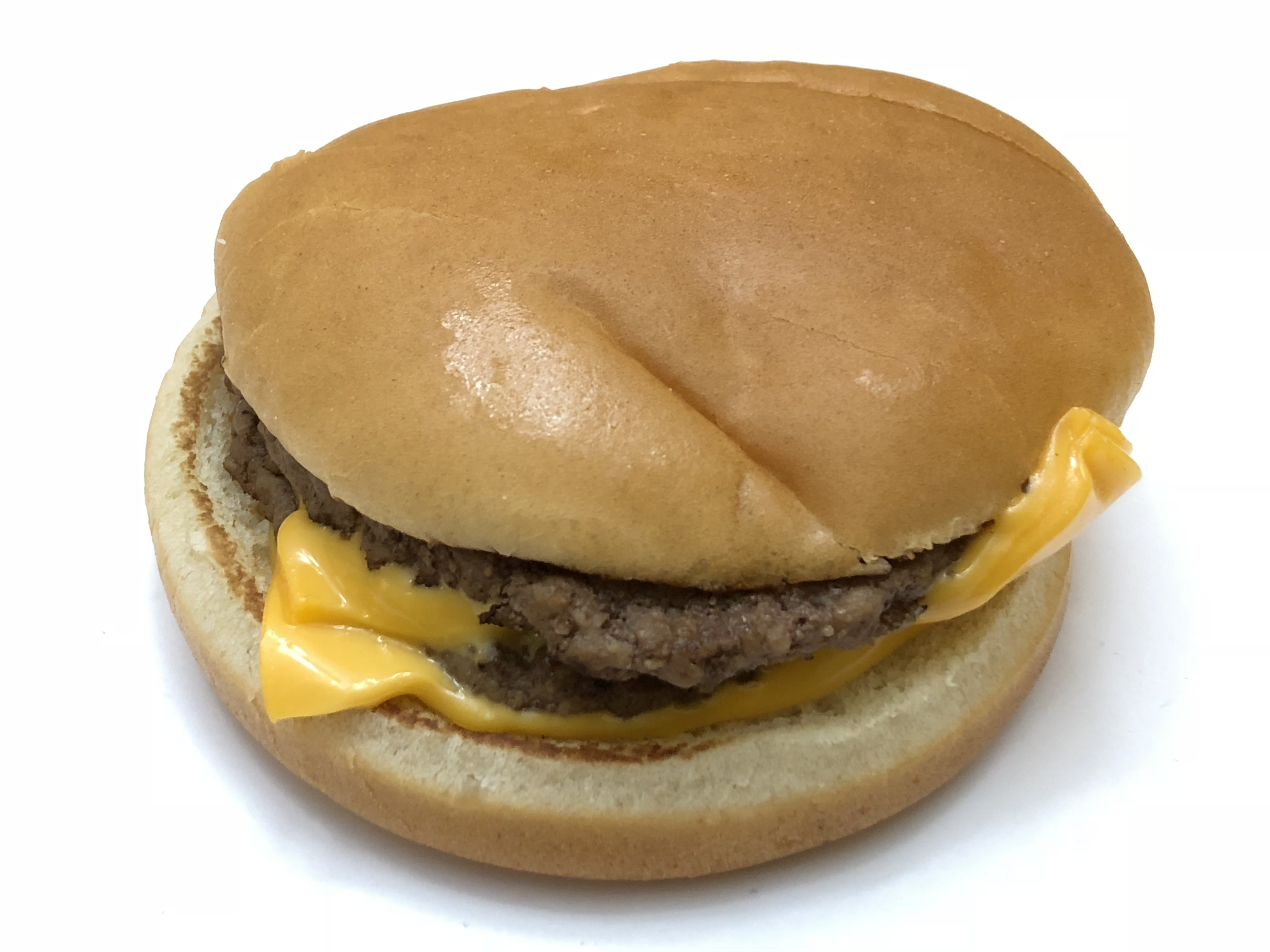
맥도날드 더블 치즈버거

더블 치즈버거는 구운 번 위에 두 개의 1.6-온스 (45 g) 쇠고기 패티와 0.125 온스 (3.5 g) 케첩, 머스터드(뉴욕 시 대부분 또는 전부 지역 제외), 두 조각의 딜 피클, 재수화된 양파, 그리고 두 조각의 치즈로 구성된다. 더블 치즈버거는 1950년대에 홍보 품목으로 제공되었고 1965년에 정규 메뉴에 추가되었지만, 많은 맥도날드 레스토랑에서는 메뉴판에 이를 기재하지 않았다. 뉴멕시코주에서는 구운 녹색 뉴멕시코 고추를 얹은 그린 칠리 더블 치즈버거라는 공식 변형이 제공된다.

#### 트리플 치즈버거
트리플 치즈버거는 더블 치즈버거와 비슷하지만, 각각의 패티 사이에 아메리칸 치즈 한 조각이 있는 세 개의 1.6oz (45g) 버거 패티와 케첩, 머스터드(뉴욕 시 일부 지역 제외), 양파, 딜 피클이 들어간다.

### 빅맥

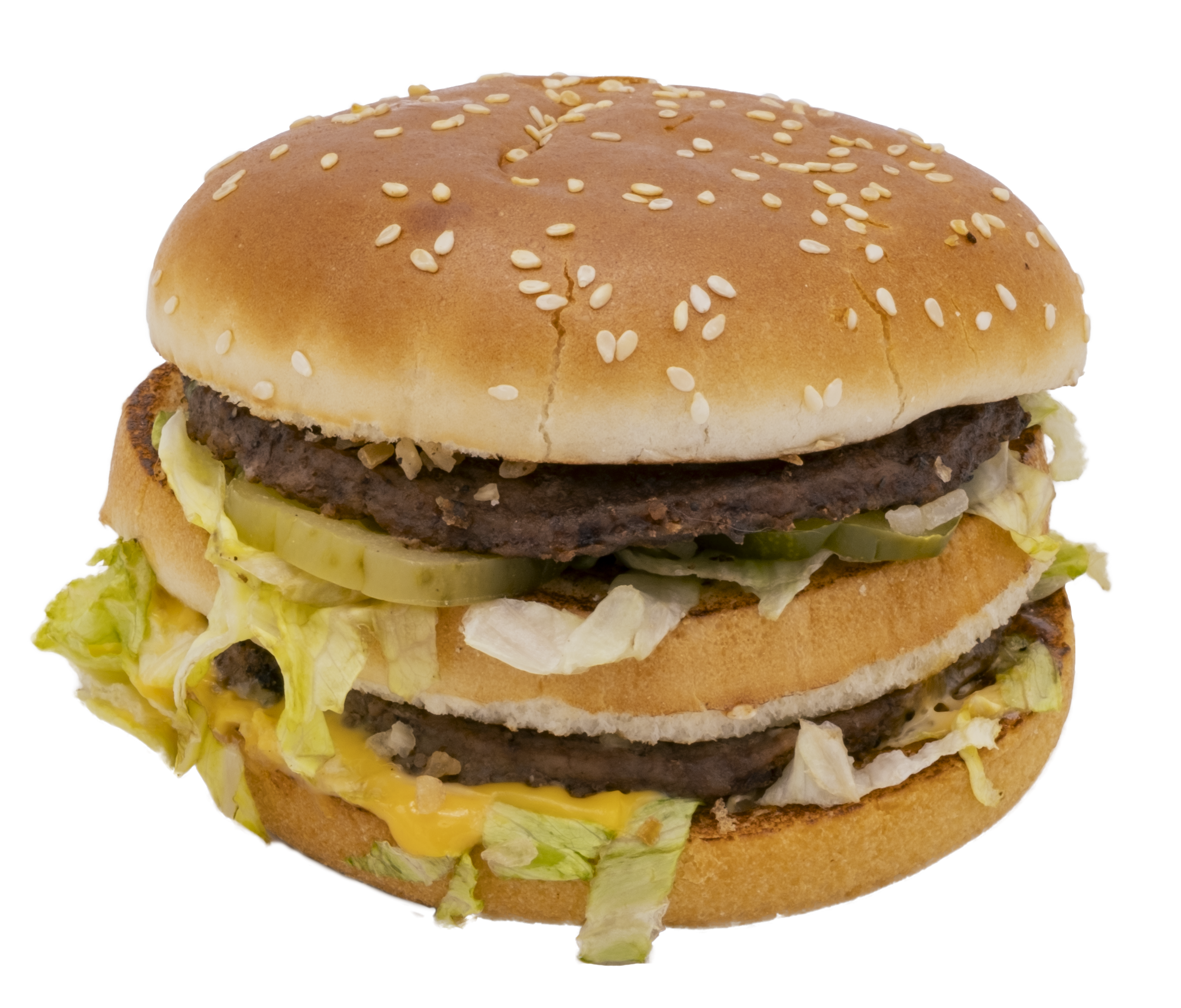
빅맥

1967년에 출시된 빅맥은 시그니처 제품이다. 빅맥은 두 개의 1.6-온스 (45 g) (약 생중량) 다진 쇠고기 패티, 특별한 빅맥 소스, 양상추, 치즈, 피클, 다진 양파가 들어간 참깨 번으로 구성되며, 쇠고기 패티를 구분하는 추가적인 중간 번(클럽 레이어라고 함)이 있다. 더 큰 사이즈인 그랜드 맥은 2017년 1월에 추가되었고, 2019년 1월에는 베이컨 빅맥이 첫 선을 보였다. 빅맥의 더 작은 변형인 맥 주니어는 2017년에 추가되었다. 최소 7가지 다른 변형이 제공되었다. 예를 들어, 2024년 1월에는 두 개 대신 네 개의 쇠고기 패티가 들어간 더블 빅맥을 한정 기간 동안 전국적으로 재출시한다고 발표했다. 이 회사는 2020년 3월에 이 샌드위치를 처음으로 제공했다.

### 쿼터파운더
쿼터파운더 치즈는 케첩, 머스터드, 다진 양파, 피클, 두 조각의 치즈가 들어간 4.25-온스 (120 g) (원래 2015년까지는 4-온스 (113 g)) (약 생중량) 쇠고기 패티이다. 더 작은 1.6-온스 (45 g) 패티로 만든 버거와 마찬가지로 쿼터파운더는 뉴욕시 지역 전체 또는 많은 부분에서 머스터드 없이 조리된다. 이는 1971년 프리몬트 (캘리포니아주)에 있는 맥도날드의 체인점 소유자이자 맥도날드의 전 제품 개발 부사장인 앨 버나딘이 발명했다. 미국 단위계에 익숙하지 않은 일부 시장(예: 프랑스)에서는 로얄 치즈 또는 맥로얄과 같은 변형으로 알려져 있다. 또한 같은 비율의 패티가 하나 더 포함된 더블 쿼터파운더 치즈로도 제공된다. 2013년, 맥도날드는 앙거스 버거의 작은 버전으로 만들기 위해 세 가지 추가 변형으로 샌드위치를 확장했다. 2016년 서부 시장에서는 테이스트 크래프트 버거로 이름이 변경되었고, 2017년 1월에는 다른 미국 시장으로 확대되었다. 가장 최근에 추가된 것은 시그니처 시라차 소스로, 7월부터 9월까지 그리고 2018년 1월부터 다시 재출시되었으며, 5월에 스위트 바비큐 베이컨으로 대체되었고, 2018년 6월부터 2019년 6월까지는 베이컨 스모크하우스가 되었다. 이후 2019년 7월에는 쿼터파운더 위드 치즈 베이컨으로 대체되었다. 캐나다에서는 쿼터파운더 BLT라고도 불리는 트래비스 스콧 버거가 2020년 9월에 추가되었다.

### 빅앤테이스티
1997년 캘리포니아에서 출시된 빅앤테이스티는 케첩, 치즈, 구운 다진 양파, 피클, 잎상추, 토마토가 들어간 4-온스 (110 g) 쇠고기 패티에 마요네즈가 들어갔다. 이는 버거킹의 와퍼 샌드위치와 유사하게 고안되었다. 또한 슬로베니아와 캐나다 대부분 지역에서는 빅 엑스트라로, 캐나다 퀘벡주에서는 맥엑스트라로, 호주에서는 맥피스트 디럭스로, 브라질, 불가리아, 프랑스, 독일, 이탈리아(케첩 없음), 아일랜드, 네덜란드, 폴란드, 포르투갈, 러시아, 스웨덴, 영국에서는 빅 테이스티('N' 없음)로, 남아프리카에서는 쿼터파운더 디럭스로, 멕시코와 라틴 아메리카에서는 McNifica(스페인어 magnifica, '훌륭한'의 변형)로 알려져 있다. 빅 테이스티의 구성은 다소 다른데, 1/3 파운드(150g) 쇠고기 패티, 참깨 번, 양상추, 토마토, 양파, 에멘탈 치즈, 빅 테이스티 소스(훈제 맛이 난다)로 구성된다. 빅 테이스티 베이컨 변형에는 베이컨 조각도 포함된다. 이 변형은 2011년까지 미국에서 판매되었고, 현재는 국제적으로만 판매된다. 그러나 빅앤테이스티는 일본 요코스카 미군 기지 내 맥도날드 레스토랑과 같은 미군 및 해군 기지에 있는 레스토랑에서 여전히 판매되고 있다. 2019년 7월부터는 쿼터파운더 위드 치즈 디럭스로 알려져 있다. 2020년 9월부터는 트래비스 스콧 버거에 베이컨이 선택 사항으로 추가되었다.

### 맥더블

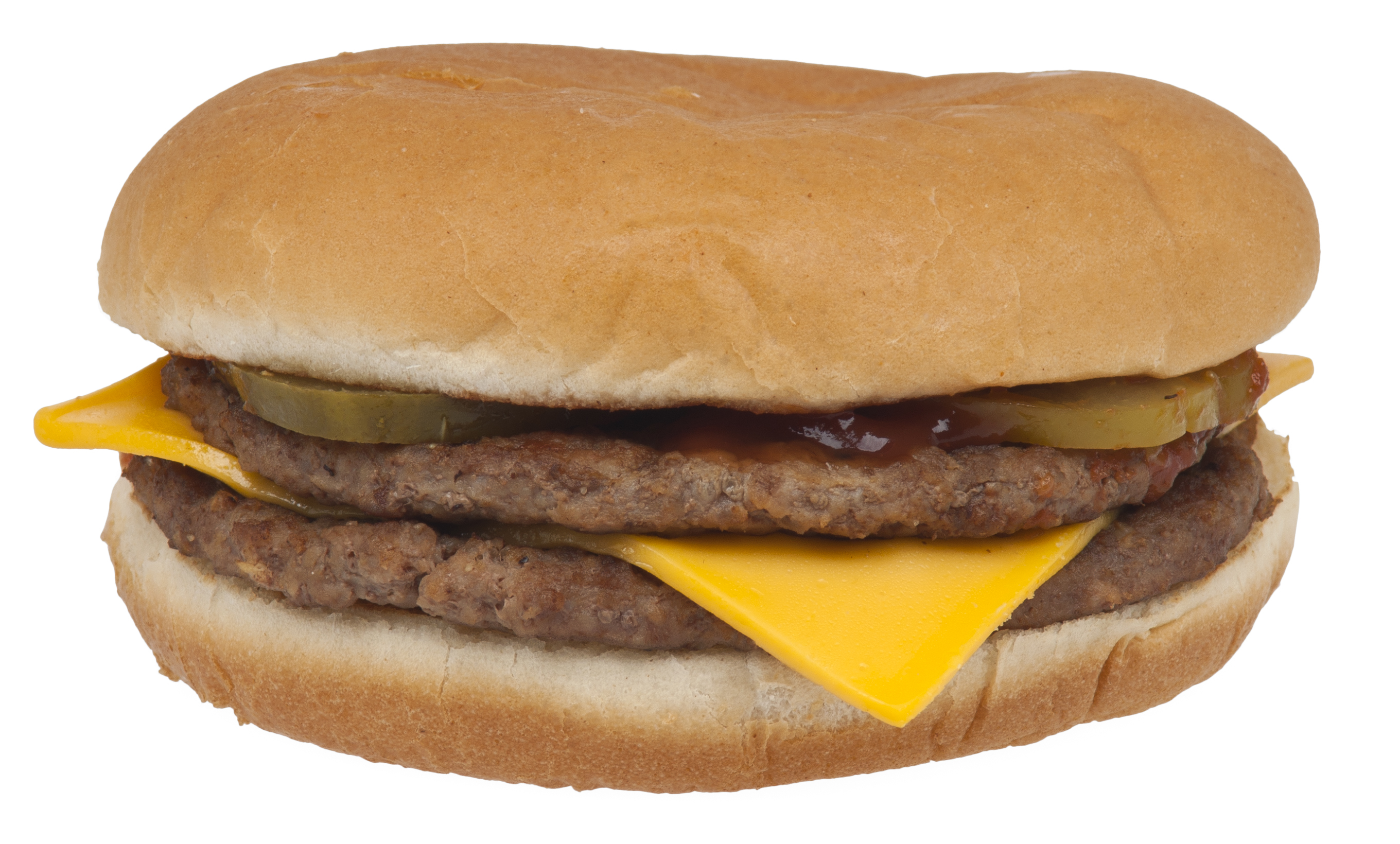
맥도날드 맥더블 버거

맥더블은 더블 치즈버거와 비슷하지만, 치즈 한 장만 들어간다. 2008년 12월에 영구 달러 메뉴 품목으로 재출시되었는데, 1997년 "에디 더 에코" 광고와 함께 단기 제품으로 판매된 적이 있었다. 원래 맥더블에는 치즈가 없었고, 2008년 버전에서는 피클과 양파 대신 양상추와 토마토로 장식되었다.

#### 베이컨 맥더블
베이컨 맥더블은 맥더블과 비슷하지만, 애플우드 훈제 베이컨 두 조각이 추가된 샌드위치이다. 이 샌드위치는 2013년 11월에 미국 "달러 메뉴 & 모어"에 추가되었다.

#### 데일리 더블
데일리 더블은 맥더블과 비슷하지만, 토핑이 약간 다르다. 데일리 더블은 양상추, 슬라이스 토마토, 슬라이스 양파, 마요네즈로 조리된다. 또한 더블 치즈버거의 치즈 두 조각 대신 맥더블처럼 치즈 한 조각만 들어간다. 2011년과 2012년에 이 품목은 다양한 지역에서 시험 판매되었다.

### 맥피스트
맥피스트는 양상추, 토마토, 피클, 마요네즈가 들어간 햄버거로, 1977년 4월부터 대부분의 시장에서 판매되었다. 맥피스트는 1980년대 중반부터 스웨덴에서 판매되었고, 이후 다른 북유럽 국가에도 도입되었다. 스웨덴의 맥피스트는 쿼터파운더 패티, 양상추, 레몬즙이 들어간 변형 마요네즈, 양파, 토마토로 구성된다. 다른 국가에서는 맥피스트에 케첩도 포함되지만, 스웨덴에는 포함되지 않는다. 같은 버거가 1990년대 몇 년 동안 뉴질랜드에서 메가 피스트라는 이름으로 판매되었지만, 이후 단종되었다. 맥피스트 디럭스는 1990년대 후반까지 호주에서 판매되었으며, 머스터드, 케첩, 큰 양파, 맥피스트 디럭스 소스, 양상추, 토마토 슬라이스, 딜 피클, 일반 치즈, 그리고 쿼터파운더/맥치킨 번에 제공되는 쿼터파운더 패티로 구성되었다. 2009년에 호주 메뉴에 다시 등장했으며, 2011년 8월에는 동일한 재료를 사용했지만, 오리지널 '맥피스트 디럭스' 소스 대신 맥치킨 소스가 들어갔다. 맥피스트는 1990년대부터 독일과 오스트리아에서 Hamburger Royal TS(T는 Tomate '토마토'를, S는 독일어로 '양상추'를 뜻하는 Salat를 의미)라는 이름으로 판매되었다. 이는 쿼터파운더 패티, 양상추, 토마토, 양파, 치즈, 맥치킨 소스를 포함한다. 특별한 행사에는 독일에서 오이 슬라이스도 포함된 McFresh로 판매된다. 2019년 7월부터 미국에서는 쿼터파운더 위드 치즈 디럭스로 이름이 변경되었다. 2021년 9월부터 캐나다와 미국에서는 트래비스 스콧 버거에 베이컨이 선택 사항으로 추가되었다.

### 기타 주목할 만한 버거
- 1955 버거 – 1955년에 영감을 받아 만들어진 이 버거(공식 사이트에 따르면)는 쇠고기, 베이컨, 상추, 토마토, 캐러멜라이즈드 양파, 케첩, 맥도날드의 스모키 소스(바비큐)를 포함한다. 레이 크로크가 패스트푸드 체인을 설립한 해를 따서 명명된 이 버거는 스페인, 이탈리아, 독일을 포함한 유럽 시장에서 인기가 많다. 2011년에 출시되었고 2013년에 영국에서 재출시되었다.[18][19][20]
- BBQ 랜치 버거[16] – 쇠고기 패티 한 개, 체다 치즈, BBQ 랜치 소스, 토르티야 스트립이 들어간 매우 달콤한 햄버거로, 2013년 11월에 미국 "달러 메뉴 앤 모어"에 추가되었다.[16]
- 맥스파이시 버거 – 매우 매운 닭가슴살, 양상추, 치즈, 핫 소스가 뿌려진 마요네즈가 들어간 것으로, 맥스파이시 밀크셰이크 흔들 흔들 세트로 제공되며, 감자튀김이 함께 나온다.[21]
- 베이컨 클럽하우스 – 쿼터파운드 패티 한 개, 양상추, 토마토, 특제 소스가 아티잔 롤에 담겨 제공되는 버거이다. 이 핵심 품목은 2014년 3월 12일 주에 메뉴에 추가되었다.[16]
- 할라페뇨 더블 – 맥더블과 비슷하지만, 피클과 바삭한 두 가지 종류의 할라페뇨 고추, 두 버거 패티 사이에 흰 체다 치즈 한 조각, 그리고 버터밀크 랜치 소스가 들어간다.[22] 2014년 4월에 달러 메뉴에 추가되었다.
- 치타운 클래식 – 2015년 아침-저녁 혼합 버거 개발을 위한 "시카고랜드 버거 빌드 오프" 대회에서 수백 개의 출품작 중 두 가지 최종 후보 중 하나였던 지역 특선 요리이다. 이 버거는 11월 중순부터 12월 27일까지 시카고 지역 지점의 메뉴에 올랐다. 이 버거에는 아침 식사로 나오는 캐나다 베이컨과 애플우드 훈제 베이컨이 추가된다.[23]
- 데날리 맥 – 빅맥과 비슷하지만, 두 개의 쿼터파운드 쇠고기 패티를 사용하는 버거이다. 알래스카에서만 판매되며, 디날리산의 이름을 따서 명명되었다.
- 'M' 버거 - M 버거는 100% 쇠고기로 만들어지며, 돌로 구운 치아바타 롤에 바타비아 양상추, 토마토, 에멘탈 치즈가 들어간다. 2008년 프랑스와 영국에서 판매되었다.[24]
- 오지 앙거스 디럭스 – 맥도날드 오지 앙거스 디럭스는 호주 맥도날드에서 제공했던 햄버거이다. 100% 앙거스 쇠고기 패티, 베이컨, 비트루트, 캐러멜라이즈드 양파, 양상추, 치즈, 특제 소스가 참깨 번에 담겨 제공되었다. 이 버거는 한정 기간 동안 판매되었으며 호주 맥도날드 고객들 사이에서 인기가 많았다.
- 크리스피 맥베이컨 – 쇠고기 패티 두 개, 치즈, 베이컨, 특제 소스가 들어간 이탈리아 전용 버거이다. 2000년에 출시되어 그 이후로 계속 판매되고 있으며, 실제로는 맥도날드 이탈리아가 부르기를 인수하면서 부르기의 대표 메뉴였던 킹 베이컨을 재출시한 것이다. 1999년에는 케첩과 마요네즈 소스를 제외하고는 비슷한 맥베이컨이 먼저 출시되었다.
- BBQ 밴딧 버거 – 뉴질랜드와 오스트레일리아 맥도날드에서 한정 기간 동안만 판매되는 햄버거이다.[25] BBQ 밴딧 버거는 참깨 번 두 개, 쇠고기 패티, 치즈, 베이컨, 어니언 링, 바비큐 소스, 마요네즈로 구성된다. 가장 주목할 만한 재료는 어니언 링이다.

## 닭고기

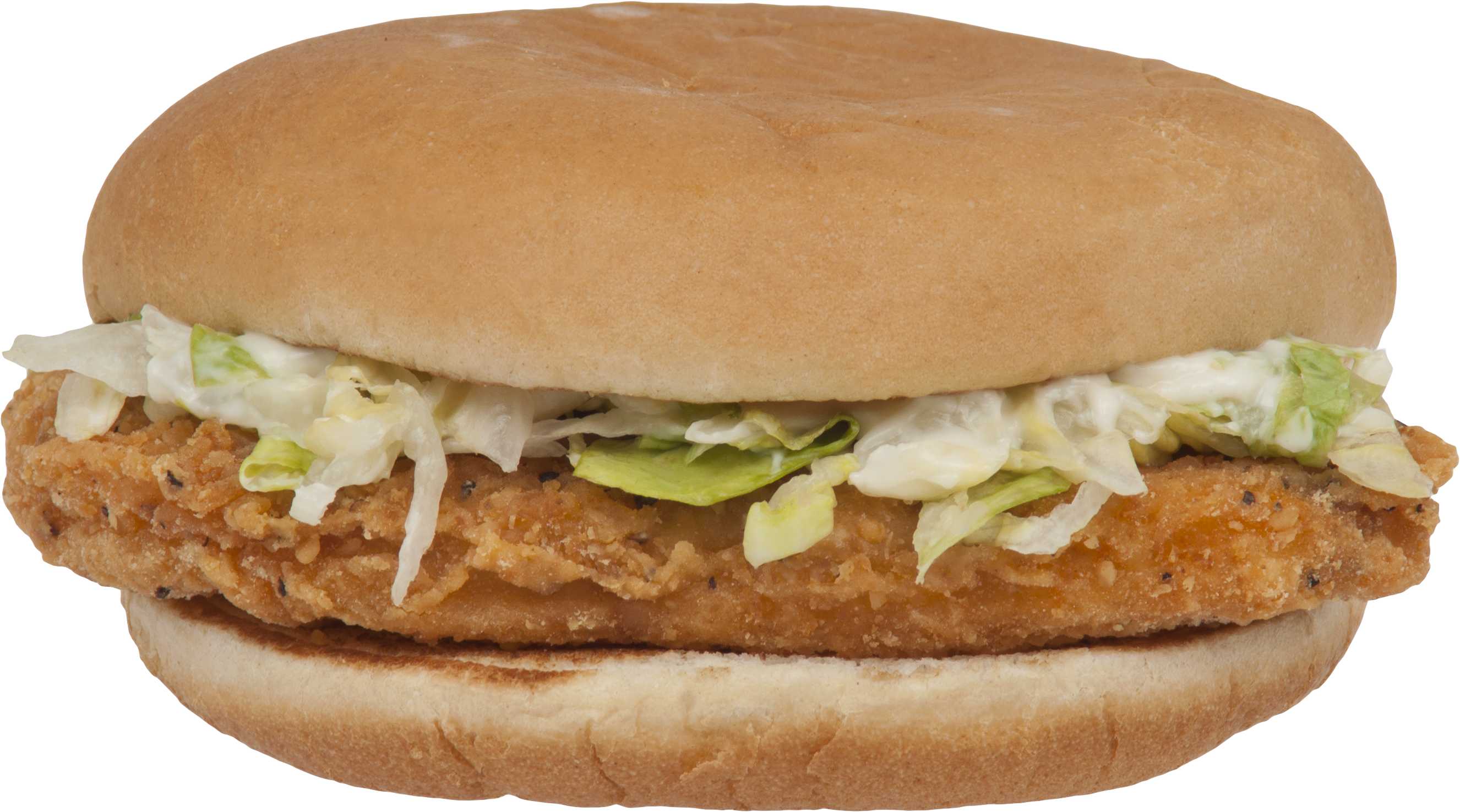
맥치킨

### 맥치킨
맥치킨은 살짝 매콤하게 튀겨 양념한 치킨 샌드위치로, 일부 시장에서는 더 매운 버전(핫 앤 스파이시)으로도 제공된다. 이 샌드위치는 100% 다진 흰 고기 닭고기, 마요네즈, 잘게 썬 양상추로 구운 번 위에 만들어진다. 완전한 크기 버전은 1980년에 출시되었다가 나중에 삭제되었고, 1988년에 재출시되었다. 일부 시장에서는 맵지 않으며, 다른 시장에서는 케이준 요리 버전도 제공된다. 이는 빅맥 바로 다음으로 가장 많이 팔리는 제품 중 하나이다. 더 큰 샌드위치는 1996년에 크리스피 치킨 디럭스로 대체되었고, 1998년에 현재의 더 작은 크기로 다시 출시되어 케이준 (스타일) 맥치킨으로 판매되었다. 필리핀에서는 맥치킨 샌드위치가 약 371칼로리이다. 호주에서는 맥치킨의 평균 서빙 사이즈가 185 g (6.5 oz)이다. 캐나다에서는 여전히 완전한 크기의 샌드위치로 판매되며, 미국의 더 작은 버전은 주니어 치킨으로 판매된다.

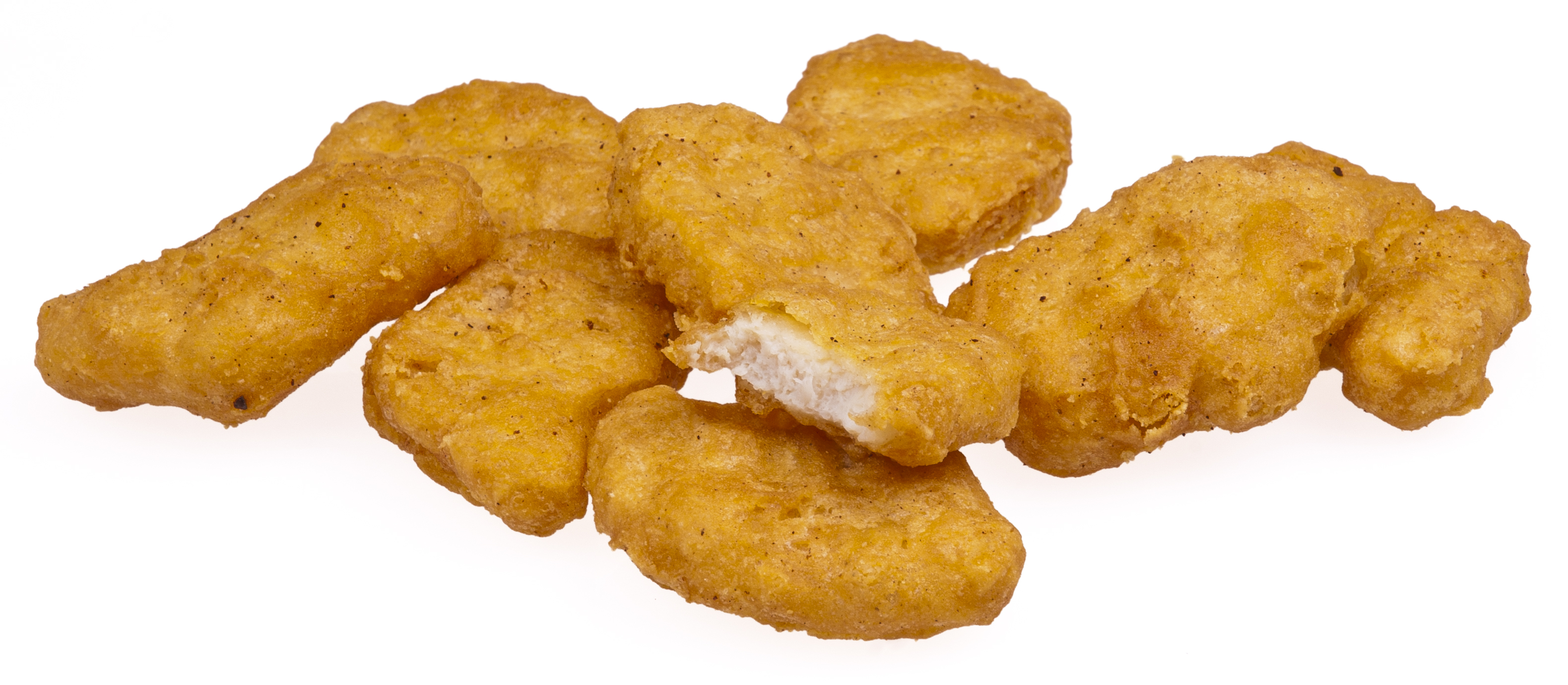
치킨 맥너겟

### 맥너겟
치킨 맥너겟은 맥치킨을 대체하기 위해 1983년에 출시되었다. 작고, 튀겨서 양념한 닭고기 조각으로, 바비큐 소스, 새콤달콤 소스, 꿀, 핫 머스터드 등의 디핑 소스와 함께 제공된다. 맥너겟은 4개, 6개, 10개(원래는 9개), 20개 단위로 제공된다. 호주와 같은 일부 지역에서는 3개, 6개, 10개, 24개 단위로 제공된다. 가끔씩 40개 또는 50개 팩으로 프로모션으로 제공되기도 한다. 2003년까지는 흰살과 검은살 닭고기를 혼합하여 만들었지만, 현재는 흰살 닭고기로만 만들어진다. 2011년에는 스위트 칠리, 허니 머스터드, 스파이시 버팔로, 크리미 랜치 등 5가지 새로운 디핑 소스가 도입되어 라인업에 추가되었다. 이러한 새로운 디핑 소스의 추가와 함께 맥도날드는 핫 머스터드 소스를 단계적으로 단종하기 시작했으며, 2014년 2월까지 대부분의 미국 시장에서 단종되었다. 반면 캐나다 퀘벡주에서는 2018년 현재 원래의 4가지 디핑 소스(바비큐, 스위트 앤 사워, 핫 머스터드, 꿀)가 여전히 판매되고 있다. 2020년에도 맥도날드는 이 컬트 클래식의 "매운" 버전을 출시했다. 스파이시 맥너겟은 2015년 6월 18일 싱가포르에 카레 소스와 함께 출시되었지만, 2021년에는 결국 단종되었다.

### 프리미엄 치킨 샌드위치
프리미엄 치킨 샌드위치 라인은 2005년 7월에 추가되었다. 클래식은 크리스피 치킨과 치킨 맥그릴 샌드위치의 리브랜딩으로, 1998년 디럭스 치킨 라인을 리브랜딩한 것이다. 마요네즈, 잎상추, 토마토 슬라이스가 들어간다. 랜치 BLT는 마요네즈 대신 랜치 소스가 들어가고 베이컨이 추가된다. 클럽은 클래식과 비슷하며, 베이컨과 스위스 치즈 한 조각이 추가된다. 라틴 아메리카에서는 클래식과 클럽이 판매되지만, BLT 대신 허니 머스터드 치킨 샌드위치가 판매된다. 모든 샌드위치는 통곡물 롤에 구운 닭가슴살 또는 바삭한 닭가슴살과 함께 제공되었다. 2014년 3월 20일에는 프리미엄 크리스피 치킨 베이컨 클럽하우스와 프리미엄 구운 치킨 베이컨 클럽하우스가 새로운 장인 롤에 (쇠고기 버전의 샌드위치와 함께) 라인업에 추가되었다. 2015년 2월에는 랜치 BLT와 클럽이 메뉴에서 삭제되었다. 표준 크리스피 제품은 프리미엄 크리스피 치킨 디럭스(이후 2015년 8월에는 버터밀크 크리스피 치킨 샌드위치)로 이름이 변경되었고, 베이컨 클럽하우스와 함께 도입된 장인 롤에 담기도록 업그레이드되었다. 2015년 4월 첫째 주에 맥도날드는 프리미엄 구운 치킨 샌드위치를 아티잔 구운 치킨으로 대체했다.
맥도날드의 대형 치킨 샌드위치 라인(클래식, 클럽, 랜치 BLT, 사우스웨스트)은 2005년 7월 맥도날드 메뉴 개편의 일환으로 맥도날드 프리미엄 라인의 일부로 출시되었다.
- 클래식에는 양상추, 토마토, 마요네즈가 포함된다.
- 클럽에는 양상추, 토마토, 마요네즈 외에 스위스 치즈와 베이컨이 들어간다.
- 랜치 BLT에는 크리미 랜치 소스, 베이컨, 양상추, 토마토가 들어간다.
- 그랜드 치킨 버거: 치즈 두 겹, 토마토, 양상추, 소스가 들어간 큰 치킨 패티.
- 사우스웨스트에는 사우스웨스트 스타일 나초 칠리 소스, 양상추, 토마토, 매운 페퍼잭 치즈가 들어간다.

네 가지 모두 바삭한 치킨 또는 구운 치킨으로 선택할 수 있으며, 모두 통밀 치아바타 번에 제공된다.

#### 프리미엄 치킨 디럭스
프리미엄 치킨 디럭스 – 바삭한 닭가슴살, 토마토 슬라이스, 양상추로 만든 샌드위치이다. 1996년에 처음 판매되었고, 1998년에 크리스피 치킨 샌드위치로 이름이 변경되었다. 2005년 7월에 프리미엄 치킨 샌드위치로 대체되었고, 2015년에 원래 이름에 프리미엄이라는 접두사가 추가되어 다시 출시되었다. 유일한 다른 변화는 원래 크리스피 치킨 디럭스의 특징이었던 감자 번 대신 아티잔 롤에 판매된다는 점이다. 2015년 8월에는 버터밀크 크리스피 치킨 샌드위치로 이름이 변경되었다. 이것은 2016년에 출시된 테이스트 크래프트 치킨 샌드위치의 일부이다.

### 구운 치킨 디럭스
구운 치킨 디럭스 – 이 샌드위치는 프리미엄 크리스피 치킨 디럭스와 같은 재료를 사용하지만, 중앙에 양념하여 구운 닭가슴살이 들어간다. 1996년에 구운 치킨 디럭스로 출시된 이후 다양한 이름으로 판매되었고, 1998년에는 치킨 맥그릴로 이름이 변경되었다. 2005년 7월에는 프리미엄 치킨 샌드위치로 대체되었고, 이는 다시 2015년에 아티잔 구운 치킨으로 대체되었다. 인도에서도 판매되며, 때로는 캐나다에서도 판매되었다.

#### 테이스트 크래프트
테이스트 크래프트 치킨 샌드위치는 테이스트 크래프트 버거처럼 2016년 서부 시장에, 2017년 1월에는 다른 모든 미국 시장에 출시되었다. 시그니처 시라차는 2016년 6월에 가장 최근에 추가되었고, 2017년 7월부터 9월까지 재출시되었으며, 2018년 1월에는 영구적으로 재출시되었다. 2017년 5월에는 스위트 바비큐 베이컨으로 대체되었고, 2018년 7월에는 베이컨 스모크하우스로 변경되었다.

#### 델리 초이스
델리 초이스는 국제적으로 판매되는 델리 스타일 샌드위치 라인이다. 건강을 중시하는 고객을 대상으로 하며, 오스트리아, 캐나다, 독일에서 판매된다. 미국의 일부 지역에서 판매되는 맥히어로 샌드위치와 유사하다. 영국에서는 결국 빅 플레이버 랩으로 대체되었다.

### 스낵 랩
스낵 랩 – 흰 고기 닭고기 (바삭하게 튀기거나 구운), 상추, 잘게 썬 체다 치즈와 몬테리 잭 치즈, 그리고 소스 (매운 버팔로, 랜치, 허니 머스터드, 치포틀레고추 바비큐, 또는 살사 로하, 맥스키틀의 아침 식사 소스)로 만든 랩으로, 부드러운 밀가루 토르티야에 싸서 제공된다. 2006년 7월 1일에 출시되었다. 치포틀레 바비큐는 가장 최근에 추가된 맛이다. 이 랩은 미국, 영국, 캐나다, 호주, 브라질에서 판매된다. 빅맥의 토핑을 그대로 사용하지만 번은 없는 맥 스낵 랩도 있다. 이것은 토르티야 껍질에 싸여 있고, 쿼터 미트 한 조각의 절반을 사용한다.
맥도날드는 고기를 먹지 않는 고객들을 위해 채식 다이퍼가 들어간 채소 랩을 제공한다.

### 프리미엄 치킨 맥랩
2013년, 미국 맥도날드는 유럽 일부 지역에서 성공을 거둔 더 큰 랩을 출시했다. 스위트 칠리 치킨, 치킨 & 베이컨, 치킨 & 랜치의 세 가지 변형이 있다.
맥도날드 캐나다는 3가지 새로운 랩을 출시했다: 제스티 라임 맥랩, 스위트 칠리 맥랩, 스파이시 버팔로 치킨 스낵 랩.
맥도날드는 영국을 포함한 여러 국가에서 "오늘의 랩"이라는 프로모션 행사를 시작했다. 이 행사는 구운 치킨, 바비큐 치킨, 크리스피 치킨 등 다양한 랩 옵션을 제공하며, 주중 다른 요일에 이용할 수 있다.

### 치킨 맥바이트
닭가슴살로 만든 지름 약 1.5 cm (0.59 in)의 작은 닭고기 볼. 2011년 9월부터 미국에서 시험 판매되었고 2013년에 단종되었다.
이탈리아와 호주를 포함한 일부 국제 시장에서는 여전히 판매되고 있다.

### 맥아라비아
맥아라비아 – 맥아라비아에는 두 가지 버전이 있다: 구운 치킨과 구운 코프타(양념한 다진 쇠고기). 둘 다 양상추, 토마토, 양파, 마늘 마요네즈와 함께 구운 치킨 또는 코프타 작은 패티 두 개가 아라비아 스타일 피타 빵에 싸여 제공된다. 맥도날드는 2003년 출시 이후 맥아라비아에 대해 상당히 큰 광고 캠페인을 펼쳤으며, 주로 샌드위치의 아라비아 테마에 초점을 맞췄고, 이는 잘 통하는 것으로 보인다. 맥아라비아는 서남아시아 전역에서 매우 좋은 반응을 얻었다. 같은 제품은 말레이시아에서도 "치킨 폴드오버"라는 대체 이름으로 출시되었다.

### 버터밀크 크리스피 텐더스
버터밀크 크리스피 텐더스는 2015년 8월 튀긴 치킨 샌드위치 개편에 사용된 버터밀크 레시피로 만들어진 스트립으로, 2017년 9월 미국 레스토랑에 출시되었다. 치킨 셀렉트와 유사하지만, 제작 및 조리 방식이 다르다. 버터밀크 치킨 베이스를 사용하며, 냉동이 아닌 해동 상태에서 조리된다. 이는 셀렉트보다 더 육즙이 풍부한 제품을 만들고 조리 시간을 단축시킨다. 하지만 즉각적인 공급 문제로 인해 2017년 12월 말까지 메뉴에서 사실상 사라졌다. 이는 예상보다 훨씬 높은 수요 때문이었다. 2020년 3월 코로나19 범유행으로 인해 단종되었다.

### 기타 주목할 만한 닭고기 제품
- 치킨 파히타 – 닭고기, 치즈, 빨간색과 초록색 단고추, 다진 양파가 밀가루 토르티야에 들어있다. 요청 시 피칸테 소스 패킷이 함께 제공되며, 순한 맛과 매운 맛이 있다. 몇몇 시장에서만 판매된다.
- 아티잔 구운 치킨 – 2015년 4월 첫째 주에 맥도날드는 재설계된 구운 치킨 패티를 도입하여 프리미엄 구운 치킨 샌드위치를 대체했다. 이 패티는 "재료가 적고", 남아있는 재료는 소비자들이 "자신들의 주방에서 찾을 수 있다"고 한다.[28] 이 샌드위치는 베이컨 클럽하우스와 함께 처음 선보인 아티잔 롤 위에 놓이며, 이 번으로 전환한 마지막 전체 크기 치킨 샌드위치이다. 2016년에 출시된 테이스트 크래프트 치킨 샌드위치 메뉴의 일부이다. 2020년 3월 코로나19 범유행으로 인해 단종되었다.
- 마하라자 맥 – 인도에서는 맥도날드가 버거에 쇠고기를 제공하지 않는다. 대신, 닭고기 패티와 채소 가니시가 들어간 빅맥 스타일의 큰 치킨 버거인 치킨 마하라자 맥을 만들었다.[42]
- 테이스티 바스켓 – 이탈리아에서만 판매되며, 치킨 맥너겟, 치킨 맥바이트, 치킨윙을 포함한 닭고기 30조각으로 구성된다.[37]
- 치킨 셀렉트 – 영국에서는 여전히 판매되며, 냉동 상태에서 조리된 닭고기 스트립으로 3개 또는 5개 단위로 제공된다. 미국에서는 단종되었고, 결국 버터밀크 크리스피 텐더스로 대체되었다.[43]
- 서던 스타일 치킨 샌드위치 – 남부 스타일 튀긴 닭가슴살 필레가 찐 번에 버터와 피클 두 개를 얹어 제공된다. 칙필레 치킨 샌드위치와 거의 동일하다. 2015년 초에 많은 프랜차이즈에서 단종되었다.
- 치킨 파미 버거 – 2021년 맥도날드 호주 메뉴에 추가된 버거이다.[44] 버거 이름은 오지 속어로 치킨 파미지아나를 뜻하는 '파미'에서 유래했다. 이 햄버거는 치킨 가슴살에 클래식 파미지아나 소스, 베이컨, 호주 스타일 치즈, 크리미 치즈 소스가 더해져 만들어진다.
- 맥크리스피 – 2022년 영국에 출시된 맥크리스피는 매운 닭가슴살 필레에 잘게 썬 양상추와 후추 마요네즈가 뿌려진 참깨 번에 제공된다.
- 치킨 빅맥 – 2022년 영국에, 2023년 캐나다에 출시되었다. 빅맥과 모든 재료가 같지만, 쇠고기 패티 대신 닭고기 패티가 들어간다.[45]
- 마이티 윙스
- 맥스파이시 – 2021년에 출시된 맥스파이시는 매운 치킨 버거이다. 원래 맥도날드와 프랭크스 레드핫의 콜라보였지만, 고객들의 사랑을 받아 영구 메뉴가 되었다.
- 스위트 칠리 주니어 치킨
- 맥크리스피 스트립스 – 2025년 4월에 출시된 이 제품은 맥크리스피에 사용된 닭고기로 만든 치킨 스트립이다.

## 생선
- 필레오피시 – 찐 번에 타르타르 소스와 치즈 반 조각이 들어간 생선 필레이다. 1962년 신시내티에서 출시되었는데, 많은 로마 가톨릭 신자들이 금요일과 사순절 기간에 프리시스 빅 보이에서 생선 샌드위치를 제공하여 고기를 먹지 않아도 되는 것을 발견하자 그곳에서 식사하는 것을 선호한다는 사실을 알게 되었기 때문이다.[46] 이는 1996년에 피쉬 필레 디럭스로 대체되었고, 1998년에는 더 큰 생선 패티로 다시 출시되었다. 하와이와 괌의 부활절 기간에는 번 하나에 생선 두 조각이 들어간 더블 필레오피시 식사가 제공된다. 스페인에서는 타르타르 소스와 치즈를 케첩으로 대체한 "맥피쉬"라는 변형도 존재한다. 필레오피시는 2021년을 기준으로 필리핀에서 단종되었다.
- 피쉬 맥바이트 – 치킨 맥바이트와 비슷하게, 바삭하고 흰살 생선 조각을 반죽에 담가 황금빛 갈색이 될 때까지 튀긴 후, 디핑 소스로 타르타르 소스와 함께 제공된다. 2013년 3월 말에 메뉴에서 삭제되었다.[47]

## 돼지고기

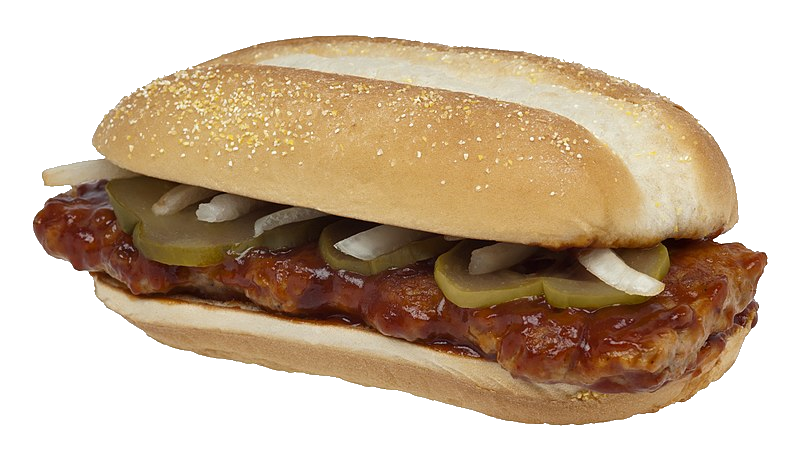
맥립

- 맥립 – 바비큐 소스로 코팅된 다진 돼지고기 패티, 잘게 썬 양파, 피클이 들어간 샌드위치이다. 1970년대 후반 밀워키와 매디슨 (위스콘신주) 인근 고속도로 근처 시험 판매점에서 (개인용 피자와 함께) 처음 선보였고, 1981년에 더 널리 출시되었지만 1985년에 메뉴에서 제외되었다. 미국에서는 일부 지역에서 한정 기간 프로모션으로 매년 출시된다. 2005년부터 맥립은 10월 말에 다시 등장하여 10주 동안 메뉴에 남아 있었다. 맥립은 캐나다에서 2008년 3월 18일부터 4월 8일까지, 그리고 2011년 여름에 다시 프로모션 샌드위치로 출시되었다. 맥립은 현재 일부 유럽 메뉴(예: 독일, 1990년 또는 그 이전부터 표준으로 판매됨)에서 판매되고 있다.[48]
- 베트남에서는 구운 돼지고기가 판매되지만, 밥과 함께 제공되며, 계란은 선택 사항이다.

## 소스

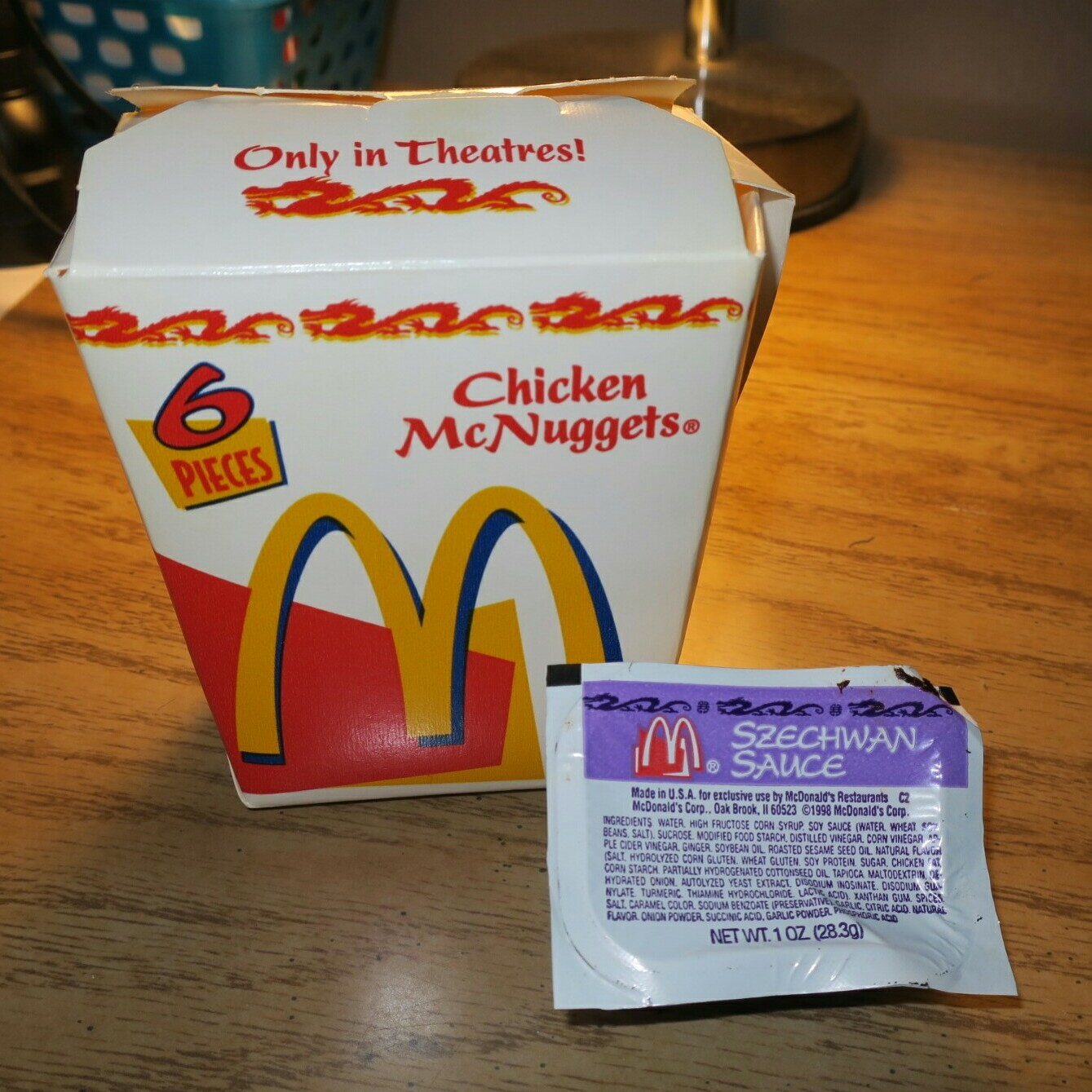
맥도날드 치킨 너겟(뮬란 (1998년 영화) 브랜드)과 1998년 오리지널 사천 소스.

맥도날드는 새로 인기를 얻은 맥너겟에 곁들일 디핑 소스를 1982년에 출시했다. 원래는 맥너겟과 함께 종이 "스낵 팩" 홀더에 판매되었고, 원래의 세 가지 소스 라인업은 일본 가라아게 소스에서 영감을 받았다: "오리엔탈 핫 머스터드"(나중에 "핫 머스터드"로 개명), "상하이 스위트 & 사워", "데리야키"(1986년 단종), 꿀. 시간이 지남에 따라 소스 선택은 지역 취향을 반영하여 발전했다:
- 카레 소스[49]
- 시그니처 소스[50]
- 매운 버팔로[50]
- 크리미 랜치 소스[50]
- 하바네로 랜치 소스[51]
- 꿀[51]
- 핫 머스터드 소스[51]
- 허니 머스터드 소스[50]
- 스위트 앤 사워 소스[50]
- 바비큐 소스[50]
- 네더 플레임 소스[50]
- 마이티 핫 소스 (프로모션)[52][49]
- 사천 소스 (프로모션)[53]
- 타르타르 소스[50]
- 베지마이트 (호주)[54]
- 벅스 라이프 애플 시나몬 소스[55]
- 스위트 칠리[56]
- 케이준[56]
- 매운 마요 (호주)[57]
- 프릿세소스 (네덜란드)[58]
- 세이버리 칠리 맥도날드 소스[59]

### 사천 소스
사천 소스, 또는 뮬란 소스는 1998년 디즈니 영화 뮬란 (1998년 영화)을 홍보하기 위해 만들어진 치킨 너겟용 디핑 소스이다. 이 소스는 1998년 6월 16일부터 한정 기간 동안 판매되었다. 사천 소스는 거의 20년 후 어덜트 스윔 애니메이션 코미디 릭 앤 모티의 시즌 3 프리미어 에피소드인 "더 릭섕크 릭뎀션"에서 여러 차례 언급되면서 다시 문화적 조명을 받았다. 이 소스는 릭 앤 모티 팬들의 폭발적인 요청으로 2018년 2월 26일 모든 맥도날드 매장에 다시 출시될 것이라고 발표되었다.
2022년 3월 31일, 앱 전용으로 다시 매장에 돌아왔다.
2023년 7월 19일, 2023년 FIFA 여자 월드컵 홍보를 위해 뉴질랜드에 한정 기간 동안 소스가 다시 출시되었다.
2024년 6월 25일, 맥도날드 캐나다는 Throwback Sauces라는 홍보 캠페인의 일환으로 이 소스를 다시 출시했다.
2024년 7월 23일, 맥도날드 프랑스는 올림픽 캠페인 "세계를 물어뜯다"(Croquez le monde)를 시작하며 사천 소스를 포함한 7가지 상징적인 제품을 재출시했다. 그러나 고객들은 미국 버전과 재료 및 맛이 다르다고 말했다.

## 양념
- 케첩[50]
- 머스터드[50]
- 마요네즈[50]
- 아이올리 (호주)[69]
- 소금과 후추
- 타르타르 소스
- 버터
- 핫케이크 시럽
- 포도잼
- 딸기잼
- 빅맥 소스

### 디핑 소스
- 톡 쏘는 바비큐 소스[70]
- 매운 버팔로 소스
- 크리미 랜치 소스
- 허니 머스터드 소스
- 꿀
- 스위트 앤 사워 소스

### 케첩
케첩은 1970년대부터 2013년까지 40년 동안 하인즈에서 제조했는데, 그 후 하인즈가 버거킹의 전 CEO를 새로운 CEO로 고용하면서 자체 생산하게 되었다. 이 케첩은 좋은 평가를 받았다. 2022년 이전 하인즈 케첩과의 비교에서 베일리 핑크는 올레시피스에 맥도날드 케첩이 하인즈 변형보다 약간 묽어서 감자튀김에 덜 코팅된다고 썼다. 핑크는 또한 두 케첩 모두 "토마토 맛"이 나지만, 하인즈는 향신료의 "강한 펀치"가 있었고, 더 달콤하고 "토마토 향이 강한" 맛을 찾는 사람들에게 맥도날드 케첩을 추천했다.

## 기타 제품

### 샐러드
맥도날드는 1987년에 메뉴에 샐러드를 추가했다. 그 이후로 샐러드 라인을 여러 번 개편했다. 차량 컵 홀더에 맞게 디자인된 플라스틱 컵에 담긴 녹색 샐러드인 맥샐러드 쉐이커는 2000년에 출시되어 2003년에 단종되었다. 맥도날드는 이후 프리미엄 샐러드 라인(맥도날드 프리미엄 라인의 일부)을 출시했고, 나중에 바삭한 치킨이 들어간 베이컨 랜치 샐러드와 아티잔 구운 치킨이 들어간 사우스웨스트 샐러드를 추가했다. 모든 샐러드는 맥도날드의 건강한 이미지를 만들기 위한 움직임의 일환이다.
맥도날드는 주문 정확도와 서비스 시간을 개선하기 위해 코로나19 범유행 기간 동안 샐러드를 단종했다. 2022년에는 프랜차이즈에 치킨 시저 샐러드와 베이컨 및 사우스웨스트 스타일 샐러드를 메뉴에 추가할 수 있는 옵션이 주어졌지만, 많은 프랜차이즈가 새로운 품목을 제공하는 것을 거부했다.
2024년 호주 맥도날드 지점에서는 모든 샐러드를 단종했다.

### 사이드

#### 사과 조각
사과 조각은 해피밀에 자주 나오는 일반적인 사이드 메뉴이다.
맥도날드는 해피밀에 사과 조각을 추가했는데, 이는 맥도날드 CEO가 아이들이 해피밀에서 충분한 영양을 섭취하지 못한다는 것을 깨닫고 해피밀의 감자튀김 양을 2.4온스에서 1.1온스로 줄이고 그 자리에 신선하게 껍질을 벗긴 사과 조각 1/4컵이 들어있는 봉지를 추가했기 때문이다.
"맥도날드 사과 조각은 실제 사과로 만든 건강하고 맛있는 사이드 메뉴입니다. 특별히 엄선된 품종은 저희 사과 조각이 항상 바삭하고 육즙이 풍부하며, 표시된 서빙당 15칼로리의 맛있는 간식이 됩니다. 식사의 간식이나 사이드로 즐기세요!"라고 맥도날드는 말했다.

#### 감자튀김

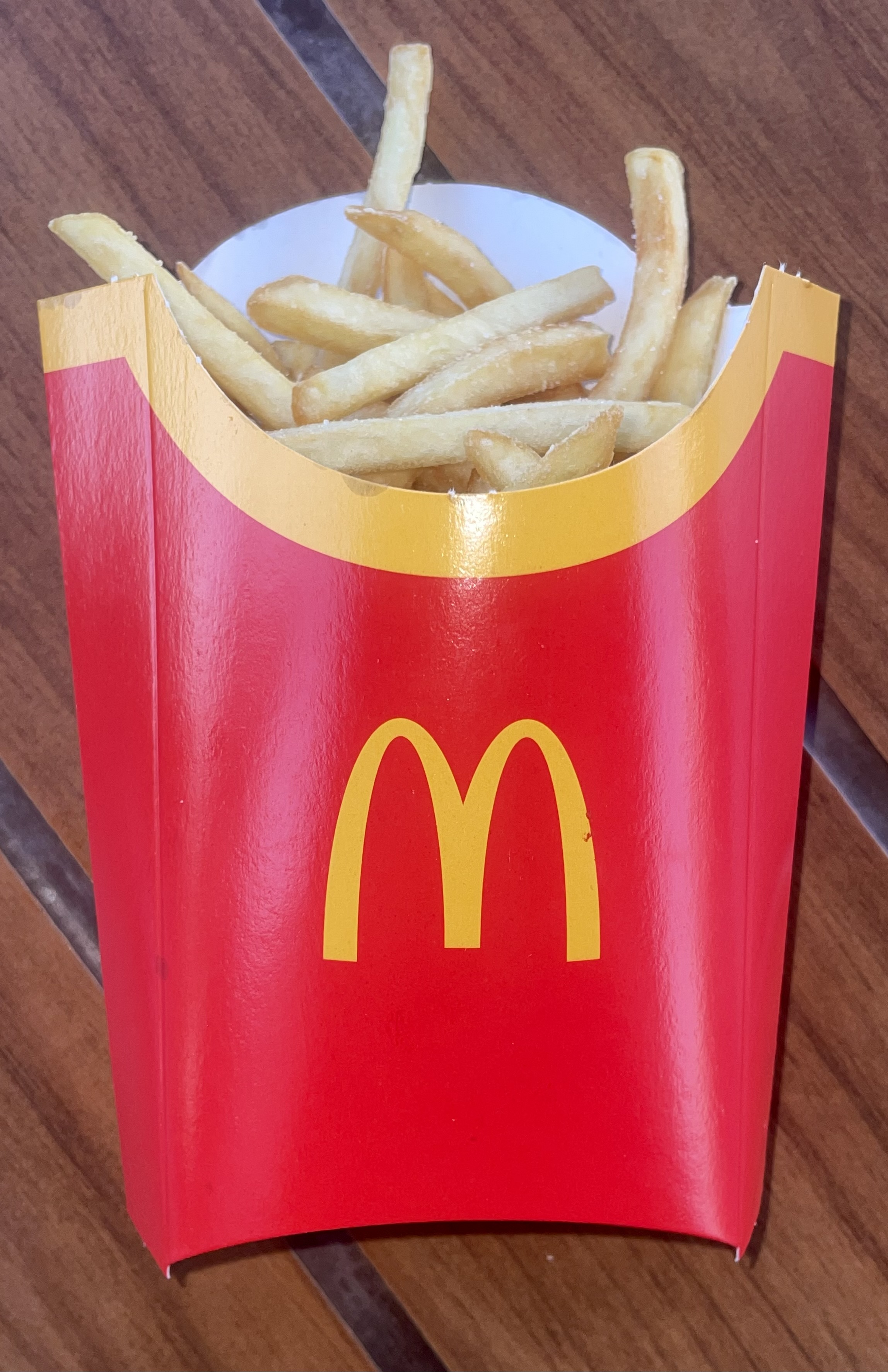
맥도날드 감자튀김

맥도날드는 감자튀김을 월드 페이머스 프라이즈(World Famous Fries)라고 광고한다. 감자튀김은 1949년에 메뉴에 처음 추가되었으며, 감자칩을 대체했다. 미국 맥도날드의 감자튀김은 원래 93%의 소지방과 7%의 식물성 기름으로 구성된 튀김 기름 혼합물인 포뮬러 47을 사용하여 조리되었다. 이 기름 혼합물의 사용으로 맥도날드는 감자튀김의 독특한 맛과 바삭함을 개발할 수 있었다. 1990년, 맥도날드는 포화 지방에 대한 국민 심장 보호 협회의 캠페인으로 인해 전적으로 식물성 기름으로 튀김 기름을 바꾸라는 압력을 받았다. 새로운 미국 기름에는 천연 쇠고기 맛 첨가제가 사용되었으며, 다른 나라의 감자튀김에는 동물성 제품이 포함되지 않는다. 그 후 2007년, 트랜스 지방의 건강 위험에 대한 우려가 커지면서 식당 프랜차이즈는 트랜스 지방이 적은 식물성 기름으로 다시 전환했다.

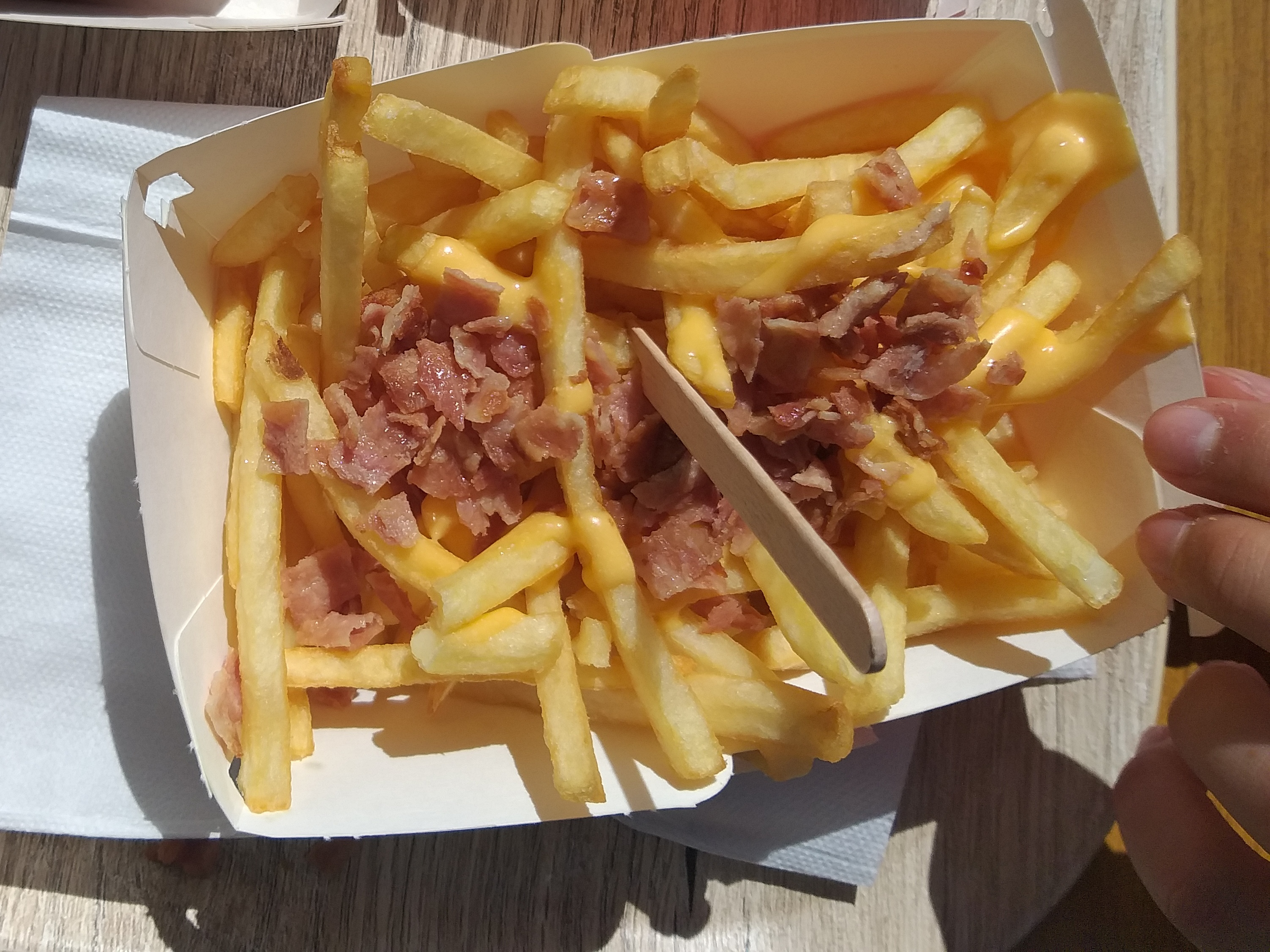
베이컨과 체다 소스를 곁들인 감자튀김

#### 로드 프라이즈
호주에서는 맥도날드가 여러 종류의 '로드 프라이즈'를 판매했는데, 이는 감자튀김 위에 토핑을 얹은 것이다. 이러한 토핑에는 다음이 포함된다:
- 그레이비(현재 제공됨)[82]
- 스위트 칠리 앤 사워 크림
- 과카몰레 앤 살사
- 파마산 치즈 앤 트러플 마요
- BBQ & 아이올리 소스 위드 그릴드 어니언스

#### 기타
- 일부 해외 지점에서는 두껍게 썰어 웨지 모양으로 튀긴 감자칩의 일종인 포테이토 웨지와 어니언 링과 유사한 튀긴 양파 조각을 판매한다.
- 할인 매장 내의 많은 맥도날드 지점에서는 일반 메뉴 외에 갓 튀긴 팝콘과 소프트 프레첼을 제공한다. 펜실베이니아 주 매장에서는 소프트 프레첼만 사이드 메뉴로 제공된다.
- 마늘 감자튀김은 2016년 샌프란시스코 베이 지역에서 길로이 (캘리포니아주)에서 재배된 현지 마늘을 사용하여 시험 판매되었다.
- 베이컨 치즈 프라이즈는 2019년 1월 메뉴에 추가되었다. 베이컨 조각과 함께 녹인 체다 치즈가 추가된다.
- 푸틴은 2013년 캐나다 맥도날드 메뉴에 추가되었는데, 퀘벡주에서 시험 판매된 후 전국 메뉴에 추가되었다.
- 호주에서는 모든 식사에서 기본 감자튀김 대신 가든 샐러드로 추가 비용 없이 교체할 수 있다.[83]
- 맥도날드 호주는 2025년 초에 인기 있는 호주 양념인 베지마이트를 기반으로 한 맛 파우치가 포함된 한정판 메뉴로 베지마이트 맥쉐이커 프라이즈를 출시했다.[84]

### 해피밀
맥도날드는 1977년에 첫 해피밀을 출시하며 버거 셰프의 펀밀 개념(어린이 식사)을 활용했다. 원래 해피밀은 일반 크기 버거, 키블러 쿠키, 소다, 크래커 잭 서프라이즈 장난감으로 구성되었다. (나중에 마이티 키즈 밀로 알려짐). 새로운 식사에는 앙트레, 사이드 디시, 음료 및 장난감이 포함된다. 해피밀에는 작은 감자튀김(작은 감자튀김의 약 절반)과 과일, 감자튀김용 선택 소스, 그리고 너겟, 단일 패티 버거, 또는 랩 중 선택이 포함된다. 추가 제품인 파스타 동물원은 2008년에 단종되었다. 마이티 키즈 밀은 해피밀보다 많은 음식을 포함하고, 성인 식사보다 적지만, 여전히 장난감이 포함된다. 장난감은 일반적으로 영화나 인기 있는 TV 쇼와 연계된 제품이다.
2012년 2월 중순부터 맥도날드는 해피밀/마이티 키즈 밀을 출시하여, 이제 햄버거, 치즈버거, 4조각 치킨 맥너겟, 맥더블 또는 6조각 치킨 맥너겟 중 하나를 선택할 수 있으며, 해피밀용으로 작은 사이즈의 감자튀김 또는 마이티 키즈 밀용으로 작은 감자튀김이 함께 제공된다. 모든 어린이 식사에는 감자튀김, 사과 조각, 장난감이 함께 제공된다. 사과 조각은 8조각에서 4조각으로 줄었으며, 더 이상 캐러멜 디핑 소스가 함께 제공되지 않는다.
- 미국에서는 주 메뉴로 햄버거, 치즈버거, 또는 4조각 치킨 맥너겟(마이티 키즈 밀의 경우 더블 치즈버거 또는 6조각 치킨 맥너겟) 중 하나를 선택할 수 있으며, 사이드 메뉴로는 감자튀김과 얇게 썬 사과가 있다. 음료로는 우유, 초콜릿 우유, 상자형 사과 주스, 그리고 소다가 선택 가능하다. 일부 미국 프랜차이즈에서는 작은 셀로판 포장 맥도날드 쿠키도 포함한다. 2009년에 맥도날드는 해피밀 랩을 제공했지만, 판매 부진으로 그해 말 단종되었다.
- 영국에서는 주 메뉴로 햄버거, 치즈버거, 치킨 맥너겟 4조각, 피쉬 핑거 3개, 또는 치킨 랩 중 하나를 선택할 수 있으며, 사이드 메뉴로는 감자튀김, 당근 스틱 또는 과일 봉투(썰은 사과와 포도 (2월-5월, 9월-11월), 멜론 (6월-8월), 또는 파인애플 스틱 (12월-1월)) 중 하나를 선택할 수 있다. 유기농 우유, 트로피카나 오렌지 주스, 사과 및 블랙커런트 로빈슨스 프룻 슈트, 밀크셰이크, 물, 그리고 소다가 음료로 선택 가능하다. 2019년 5월 15일에는 오이 스틱이 메뉴에 추가되어 당근 스틱을 대체했다. 이는 5월부터 7월까지 사용되었다.
- 뉴질랜드와 호주에서는 주 메뉴로 햄버거, 치즈버거, 3조각 또는 6조각 치킨 맥너겟, 구운 치킨 조각, 또는 바삭한 또는 구운 치킨 스낵 랩 중 하나를 선택할 수 있으며, 사이드 메뉴로는 작은 감자튀김, 요거트, 포도 토마토 또는 사과 조각 중 하나를 선택할 수 있다. 셰이크, 상자형 초콜릿 우유, 사과 또는 물 팝톱, 오렌지 주스, 그리고 소다가 음료로 선택 가능하다.
- 캐나다에서는 주 메뉴로 햄버거, 치즈버거, 4조각 치킨 맥너겟, 또는 치킨 스낵 랩 중 하나를 선택할 수 있으며, 사이드 메뉴로는 감자튀김 또는 과일 조각 중 하나를 선택할 수 있다. 음료로는 우유, 초콜릿 우유, 사과 주스, 오렌지 주스, 물, 그리고 소다가 선택 가능하다.
- 벨기에에서는 주 메뉴로 햄버거, 치즈버거, 4조각 치킨 맥너겟, 맥피쉬 또는 케첩 랩 중 하나를 선택할 수 있다.

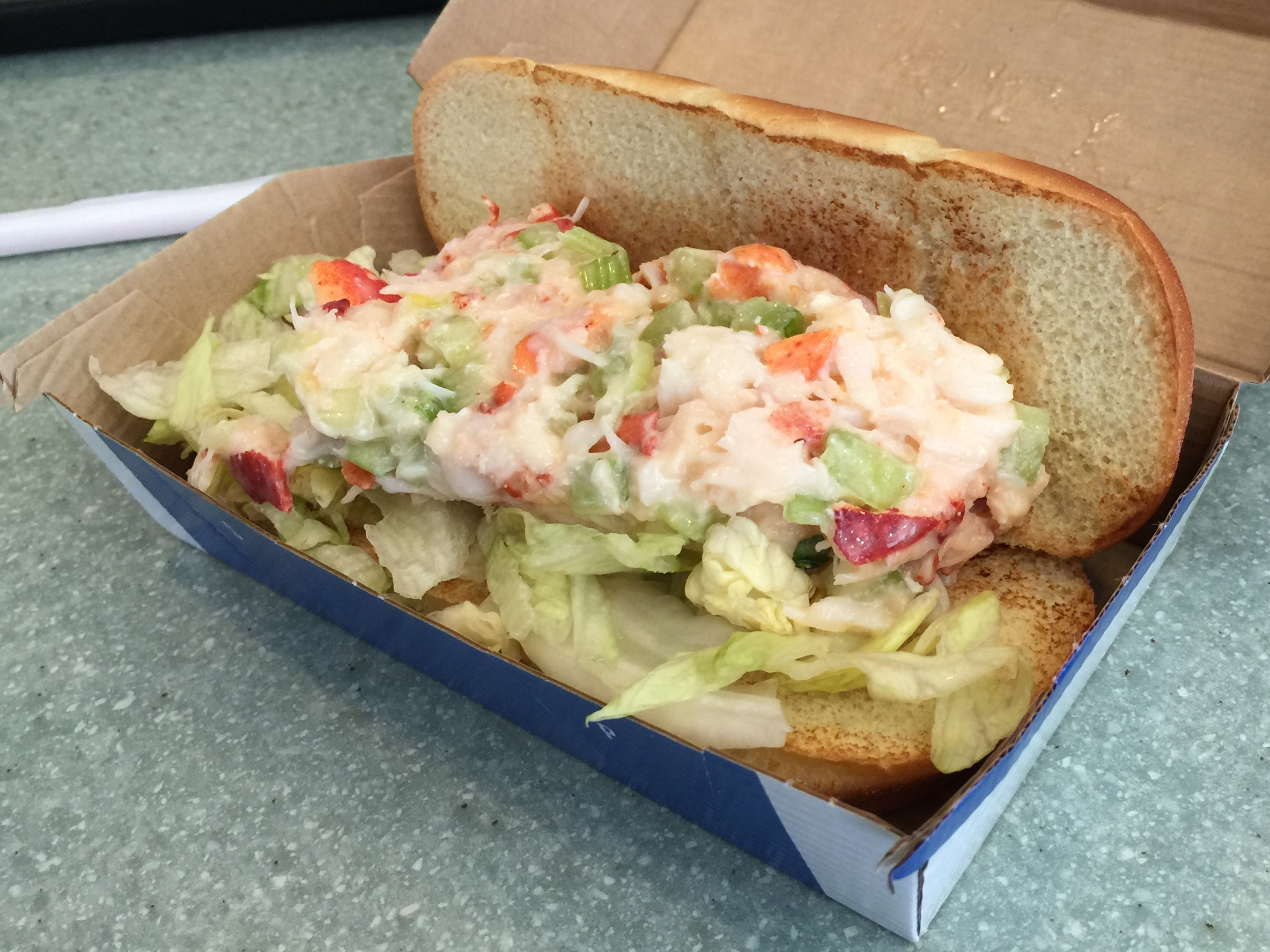
2015년 맥랍스터

### 맥랍스터
이것은 1993년에 출시된 랍스터 소스와 잘게 썬 양상추가 들어간 핫도그 번에 제공되는 로브스터 롤이다. 이 제품은 공급 문제가 있었고 전국적으로 수익성이 좋지 않았다. 최근에는 애틀랜틱 캐나다와 뉴잉글랜드 지역에서 랍스터가 저렴한 여름에만 판매되었다. 2010년대에 맥도날드는 캐나다와 이탈리아에서 단기적으로 재출시했다.

### 맥크랩
맥도날드는 맥랍스터에 대응하여 델마바반도(델라웨어, 메릴랜드, 버지니아의 일부 포함) 동해안을 따라 맥크랩 샌드위치를 개발했는데, 이는 체서피크 크랩케이크의 맥도날드 버전으로, 2000년대 초 한정적으로 판매되었다. 맥도날드는 2017년 한정 기간 동안 샌프란시스코만 지역에서 크랩 미트 샌드위치라는 유사한 샌드위치를 제공했다. 당시 이 샌드위치는 미국 패스트푸드 체인에서 판매된 최초의 크랩 샌드위치로 광고되었지만, 회사는 이전에 맥크랩을 제공한 바 있다.

### 푸틴
원래 프랑스계 캐나다인 공동체에서만 찾아볼 수 있었던 푸틴은 현재 캐나다의 대부분 맥도날드 지점 메뉴에서 찾아볼 수 있다.

### 앙거스 스낵 랩
2010년 8월 9일 미국 시장에 출시된 앙거스 버거가 들어간 랩. 앙거스 스낵 랩은 세 가지 방식으로 제공된다: 디럭스(양상추, 토마토, 양파, 피클, 아메리칸 치즈, 마요네즈, 머스터드), 베이컨 & 치즈(양파, 피클, 아메리칸 치즈, 케첩, 머스터드, 베이컨 한 줄), 그리고 버섯 & 스위스(볶은 버섯, 스위스 치즈, 마요네즈). 앙거스 랩은 일반 앙거스 버거 패티의 절반을 사용한다.

### 브라우니 멜트
시나멜트와 비슷하게, 풍부한 초콜릿 브라우니에 초콜릿과 화이트 프로스팅이 올라간다.

### 맥라이스
아시아 국가의 대부분 맥도날드 레스토랑은 인기 수요로 인해 이 제품을 제공한다. 이는 일반 쌀이다. 특히 필리핀에서는 쌀밥 그릇이 필리핀의 주식이며, 아도보나 시니강과 같은 요리가 밥 위에 얹어져 나온다. 이는 가정과 식당 메뉴 모두에서 흔히 볼 수 있으며, 그 단순성과 균형으로 가치가 높다.

### 맥스파게티
맥스파게티는 1970년대 후반 맥도날드의 저녁 메뉴의 일부로 출시되었으며, 여러 이탈리아 요리를 포함했다. 이 요리는 필리핀과 같은 국제적으로 여전히 판매되며, 일반적으로 맥너겟과 함께 제공되어 인기가 많다.
소비자들의 강한 요구에 따라 맥스파게티는 필리핀 맥도날드 메뉴에 영구적으로 자리 잡았다. 이는 스파게티에 대한 필리핀 사람들의 오랜 선호도를 충족시켜 다른 브랜드와 경쟁하기 위한 회사의 전략의 일환이다.

### 맥빈 버거
이것은 흰 강낭콩, 붉은 강낭콩, 양파, 당근, 피망으로 패티를 만든 비건 버거이다. 스웨덴에서 판매된다.

### 인도 메뉴
인도의 메뉴에는 쇠고기나 돼지고기가 전혀 들어가지 않는 여러 독특한 품목이 있다.
- 마하라자 맥 – 치킨 – 빅맥과 비슷하지만, 쇠고기 대신 양념한 닭고기 패티 두 개가 들어가며, 머스터드 소스와 함께 제공된다. 채소 – 맥도날드 인도에서 판매되는 빅맥의 채식 버전으로, 감자, 옥수수, 완두콩, 치즈로 만든 패티가 들어간다. 마하라자는 힌디어로 '황제'를 뜻한다.[94]
- 파니르 살사 랩(파니르는 인도식 무염 흰 치즈이다).
- 치킨 멕시칸 랩
- 맥알루 티키 – 일반 번에 양파와 토마토가 들어간 튀긴 감자 패티(알루는 '감자'이다). 인도, 그리스, 플로리다 레이크 부에나 비스타의 월트 디즈니 월드 리조트 일부 매장에서 판매된다. 인도 맥도날드에서는 쇠고기나 돼지고기를 사용하지 않으므로, 많은 채식주의자 인구에 맞춰 몇 가지 채식 옵션을 만들었다. 따라서 치즈버거는 채식 옵션으로 변경되어 감자와 완두콩으로 만든 패티와 치즈 한 조각이 들어간 "알루 티키 버거"로 제공된다.[95][96]

### 조지 파이
조지 파이는 뉴질랜드에서 판매되는 미트 파이이다. 이 브랜드는 1996년 맥도날드 뉴질랜드에 인수된 뉴질랜드 기반 체인의 이름이기도 했으며, 대중의 요구에 따라 2013년 맥도날드 메뉴의 일부로 부활했다.

### 베지 크런치 버거
이 채식 버거는 2016년 9월 6일 싱가포르 시장에 출시되었다. 패티는 완두콩, 당근, 토마토, 피망, 콩 등 최대 7가지 채소 혼합물로 만들어진다. 그러나 드레싱에는 마늘과 계란이 들어간다. 패티는 애플 파이를 튀기는 데 사용되는 동일한 기름에 튀겨지므로 고기 제품과 접촉하지 않는다.

### 시그니처 컬렉션
영국 맥도날드의 EotF (미래 경험) 레스토랑에서는 프리미엄 시그니처 컬렉션을 제공하는데, 이는 더 스파이시, 더 클래식, 더 BBQ로 구성된다. 이 버거들은 브리오슈 번에 제공되며, 패티는 더 두껍고 조리 시간이 더 길다. 이 컬렉션은 일반 빅맥 식사보다 가격이 더 비싸다.

### 고구마튀김
고구마튀김은 시카고에서 처음 출시되었다.

### 비육류 제품
- 맥베지 버거 – 통밀 번에 채식 버거. 인도, 슬로베니아, 그리스, 말레이시아, 포르투갈, 호주에서 판매된다. 청차우 빵 축제 기간 동안 홍콩의 청차우섬 지점에서 특별 버전이 판매된다.
- 맥비건 버거.
- 베지 클럽하우스 – 퀴노아 패티가 들어간 첫 샌드위치.[99]
- 맥플랜트는 맥도날드가 자체적으로 개발 중인 식물성 대체육 제품 라인이다.[100] 2021년 10월 13일, 영국 내 250개 레스토랑에서 맥플랜트 버거 판매를 시작했으며, 2022년 1월 5일 영국 전역에 출시되었다.[101][102]
- 맥머핀은 일부 국가에서 "맥머핀 에그 앤 치즈"라는 이름의 채식 버전이 있다.

## 아침 식사

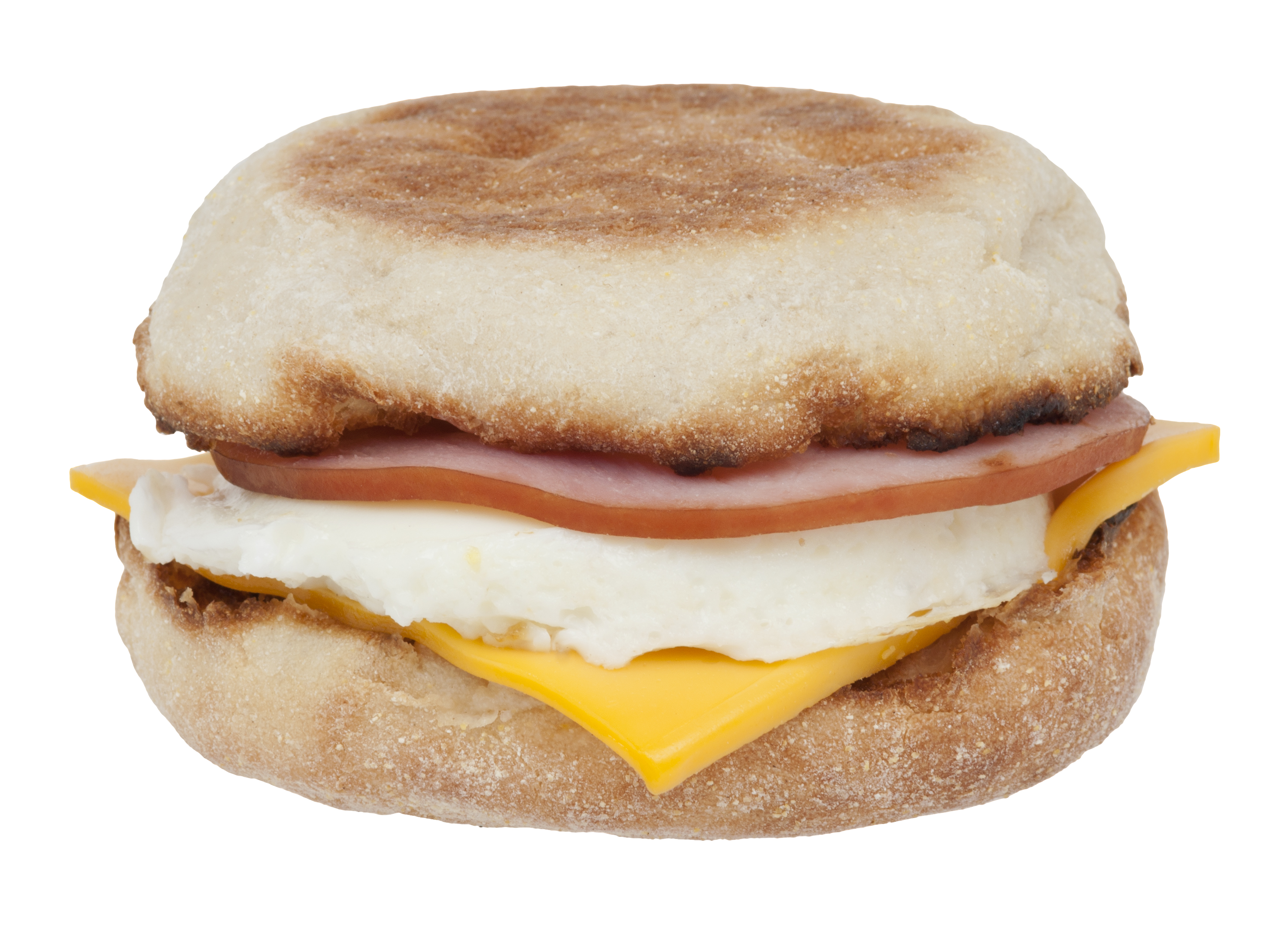
에그 맥머핀

### 맥머핀
맥머핀은 맥도날드의 대표적인 아침 식사 샌드위치이다. 아침 메뉴가 공식적으로 시행되기 5년 전인 1972년 일부 레스토랑에서 에그 맥머핀으로 처음 판매되었으며, 구운 잉글리시 머핀 위에 튀긴 계란, 등심 베이컨(미국에서는 캐나다 베이컨이라고 불림), 아메리칸 치즈로 구성된다. 소시지 또는 베이컨 맥머핀도 판매된다. 사우스아프리카와 캐나다에서는 치킨 맥머핀도 제공된다. 모든 머핀의 더블 버전은 호주(일부 주에서만)와 영국에서 판매된다. 미국 맥도날드는 다양한 맥머핀을 제공하며, 소시지 맥머핀과 에그 소시지 맥머핀이 특히 인기가 많다. 이 샌드위치들은 따뜻하고 구운 잉글리시 머핀, 진짜 버터, 고품질 아침 식사 고기로 만들어진다. 많은 지점에서 고객들이 재료를 바꾸거나 해시 브라운과 커피가 포함된 콤보 식사로 맥머핀을 맞춤 설정할 수 있도록 허용하여, 유연하고 만족스러운 아침 식사 선택지를 제공한다.

### 아침 식사 샌드위치

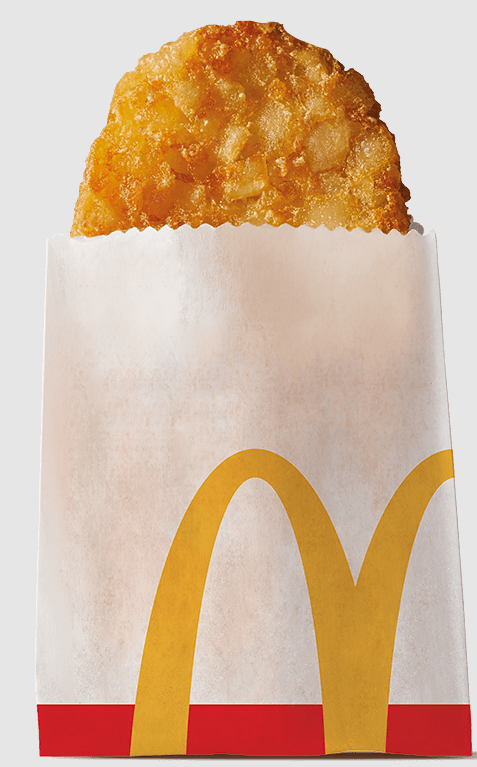
맥도날드 해시 브라운

맥도날드는 다양한 아침 식사 샌드위치를 제공한다: 베이글 (1999년 출시), 비스킷, 그리고 메이플 시럽 맛의 특별한 종류의 팬케이크인 맥그리들스. 모두 소시지, 햄 또는 베이컨과 함께 주문할 수 있으며, 선택적으로 치즈 및 계란을 추가할 수 있다. 지역 특선 육류로는 튀긴 닭고기, 스테이크, 스팸, 베이컨이 있다. 이들은 국제적으로 유명한 샌드위치이며, 따라서 좋은 반응을 얻었다.
맥도날드 함데살은 햄 한 조각이 판데살에 들어있는 아침 식사 샌드위치로, 일반, 계란 포함, 치즈 포함으로 주문할 수 있다. 이 샌드위치는 현재 필리핀에서 판매된다. 호주 레스토랑은 2018년에 빅 브레키 버거도 출시했는데, 참깨 번, BBQ 소스, 베이컨 두 조각, 계란, 해시 브라운, 호주 잭 치즈 한 조각, 그리고 10:1 패티 두 개로 구성된다.

#### 베이글
영국에서는 2019년 코로나19 범유행으로 인해 아침 메뉴가 축소될 때까지 베이글을 잼이나 필라델피아 크림 치즈와 함께 제공했다. 맥도날드 영국은 2022년 1월에 베이글을 메뉴에서 영구적으로 삭제할 것이라고 발표했다. 치즈와 베이컨 또는 소시지가 들어간 베이글, 그리고 스테이크 베이글은 미국에서 판매된다.
2001년 뉴질랜드에 출시된 아침 베이글은 NYC 베네딕트(홀랜다이즈, 베이컨, 달걀, 치즈)와 BLT(마요네즈 드레싱) 형태로 제공된다.

### 올 데이 브렉퍼스트
2015년 10월부터 맥도날드는 호주, 캐나다, 멕시코(티후아나 (바하칼리포르니아주)만 해당)에서 하루 종일 아침 식사를 제공한다. 그러나 모든 아침 식사 메뉴가 항상 제공되는 것은 아니다. 맥머핀, 팬케이크, 해시 브라운과 같은 특정 품목만 평일 오전 10시 30분 또는 주말 오전 11시 이후에도 제공된다.
모든 미국 레스토랑은 2016년 9월 말에 종일 메뉴를 확대하여 비스킷 샌드위치, 에그 맥머핀, 맥그리들스를 추가했다. 이러한 개념의 성공에도 불구하고, 맥도날드는 2020년 3월 코로나19 범유행으로 인해 미국에서 일시적으로 종일 아침 식사를 중단했으며, 핫케이크와 부리또는 제외되었다. 2020년 9월에는 미국 프랜차이즈 가맹점들이 서비스 속도와 주문 정확도를 개선하기 위해 종일 아침 식사를 영구적으로 삭제하기로 투표했다는 보도가 나왔다.

### 올 데이 런치
호주와 뉴질랜드에서는 특정 정규 메뉴 제품을 24시간 내내 이용할 수 있는데, 다음과 같다.
- 10조각 맥너겟 세트
- 빅맥
- 쿼터파운더
- 치즈버거
- 치킨 맥너겟
- 감자튀김
- 샐러드 버거 (뉴질랜드)[114]

### 추가 품목
추가적인 아침 식사 품목으로는 팬케이크가 있으며, 빅 브렉퍼스트로 알려진 플래터에는 달걀 스크램블, 해시 브라운, 소시지 또는 베이컨, 그리고 비스킷 또는 잉글리시 머핀이 함께 나온다. 2016년 2월부터는 일부 미국 레스토랑에서 아침 식사 메뉴에 아침 식사 보울이 추가되었다. 비스킷 앤 그레이비는 미국 남부 일부 지역에서 판매된다. 오트밀은 2010년 1월 워싱턴 D.C.와 메릴랜드 일부 지역에서 시험 판매가 성공적으로 이루어진 후 2010년 12월 27일 아침 메뉴에 추가되었다. 미국 내 몇몇 지역에서는 하와이주와 괌 맥도날드에서 스팸, 포르투갈 소시지, 신선하게 썬 파인애플과 같은 현지 아침 식사 품목을 제공하는 등 지역별 변형이 존재한다. 도넛 스틱은 2019년 2월에 추가되었다.
해시 브라운은 국제적으로 '엑스트라 밸류 밀'과 함께 머핀, 커피, 해시 브라운이 제공된다.

## 음료
맥도날드에서 판매하는 음료는 지역마다 다르다.

### 탄산음료
맥도날드의 주요 탄산음료 공급업체는 코카콜라 컴퍼니이다. 단, 크립토닷컴 아레나와 메릴랜드 대학교 스튜던트 유니온처럼 펩시코와 전체 계약을 맺은 레스토랑은 예외이다. 미국과 캐나다에서는 큐리그 닥터 페퍼가 닥터페퍼를 공급한다. 일부 스코틀랜드 맥도날드 지점에서는 아이언브루를 판매한다. 페루의 모든 맥도날드 지점에서는 잉카 콜라를 판매한다.

### 셀프 서비스 소다 머신
많은 맥도날드 지점에는 셀프 서비스 소다 머신이 있다. 이 기계에는 코카콜라 제품, 닥터페퍼, 환타 등 탄산음료가 있으며, 펩시도 드물게 있다. 많은 지점에서는 여전히 무료 리필이 허용된다. 2023년 9월, 맥도날드는 2032년까지 셀프 서비스 소다 머신을 없앨 것이라고 발표했다.

### 커피와 차
S&D 커피, 가비나, 크래프트가 미국 맥도날드 레스토랑에 맥도날드 프리미엄 로스트 커피를 공급하는데, 뉴잉글랜드 지역은 예외이다. 뉴잉글랜드 지역에는 그린 마운틴 커피 로스터스가 뉴먼스 오운 브랜드 커피를 공급한다. 따뜻한 차와 아이스 티(미국에서는 S&D 커피가 공급), 핫초콜릿, 다양한 주스 및 기타 지역 음료가 다양한 시장에서 판매된다.
맥카페는 라떼, 에스프레소, 아이스 커피, 핫초콜릿, 모카, 말츠, 스무디, 그리고 전 세계 여러 시장에서 판매되는 다른 음료들을 총칭하는 용어이다.

### 셰이크
셰이크는 모든 미국 맥도날드와 많은 글로벌 시장에서 판매된다. 영구적인 맛은 바닐라, 딸기, 초콜릿이다. 지역 또는 계절적인 맛으로는 에그노그 (크리스마스 기간), 허니콤, 아크틱 오렌지 (셔벗), 오렌지 크림, 샴록 셰이크 (성 파트리치오의 날 한정 판매되는 녹색 스피아민트 셰이크), 초콜릿 민트, 롤로 (캐나다와 영국에서만 판매. 이 맛 셰이크는 2007년 여름 아일랜드 공화국에서도 한정 기간 동안 판매되었다). 1975년 6월, 미국 독립 200주년 기념 행사 13개월 전, 맥도날드는 "레드, 화이트, 블루베리 셰이크"를 독립 기념일 행사를 위해 광고하기 위해 블루베리 맛 셰이크를 출시했으며, 그해 8월까지 판매되었다. 이 행사는 1976년 여름에 반복되었지만, 그 이후로는 없었다. 미국에서는 2010년 2월부터 트리플 씩 셰이크가 맥카페라는 이름으로 리브랜딩되었으며, 휘핑 크림과 체리 토핑이 추가되었고, 크기가 상당히 줄었다. 캐나다에서는 맥도날드 셰이크가 여전히 트리플 씩이라는 이름으로 판매된다.

### 주류
맥도날드는 벨기에, 체코 공화국, 프랑스, 그리스, 이탈리아, 리투아니아, 포르투갈, 루마니아, 슬로베니아, 스페인에서 다양한 브랜드의 맥주를 판매한다. 아르헨티나멘도사주 맥도날드 레스토랑에서는 특별 메뉴인 Sabores Mendocinos('멘도사 풍미')의 일부로 말벡 품종의 포도주인 산타 훌리아 와인을 판매한다.

### 냉동 음료
2009년 기준, 맥도날드 호주 및 뉴질랜드는 메뉴에 냉동 코크를 포함하기 시작했다. 작거나 중간 또는 큰 사이즈로 제공된다. 냉동 코크는 고정 메뉴 항목이며, 냉동 바닐라 코크, 냉동 환타 사워 그레이프, 냉동 환타 버블껌, 냉동 스프라이트 등 새로운 맛이 일 년에 여러 번 도입된다. 2018년을 기준으로 라즈베리, 블루베리, 포도, 라임, 바닐라, 망고, 파인애플, 복숭아 등 8가지 영구 환타 맛이 (대부분의 레스토랑에서) 제공된다. 환타 맛은 냉동 음료 기계를 사용하여 혼합할 수 있어 고객들이 최대 36가지의 다양한 맛 조합을 선택할 수 있다. 2012년에 맥도날드 호주 및 뉴질랜드는 맥플로트를 제공하기 시작했다. 냉동 코크 및 프로모션 냉동 음료와 소량의 소프트 서브가 들어갔다.
맥도날드는 또한 1% 우유, 1% 초콜릿 우유, 사과 주스를 제공하며, 종종 해피밀의 탄산음료를 대체한다.

## 디저트

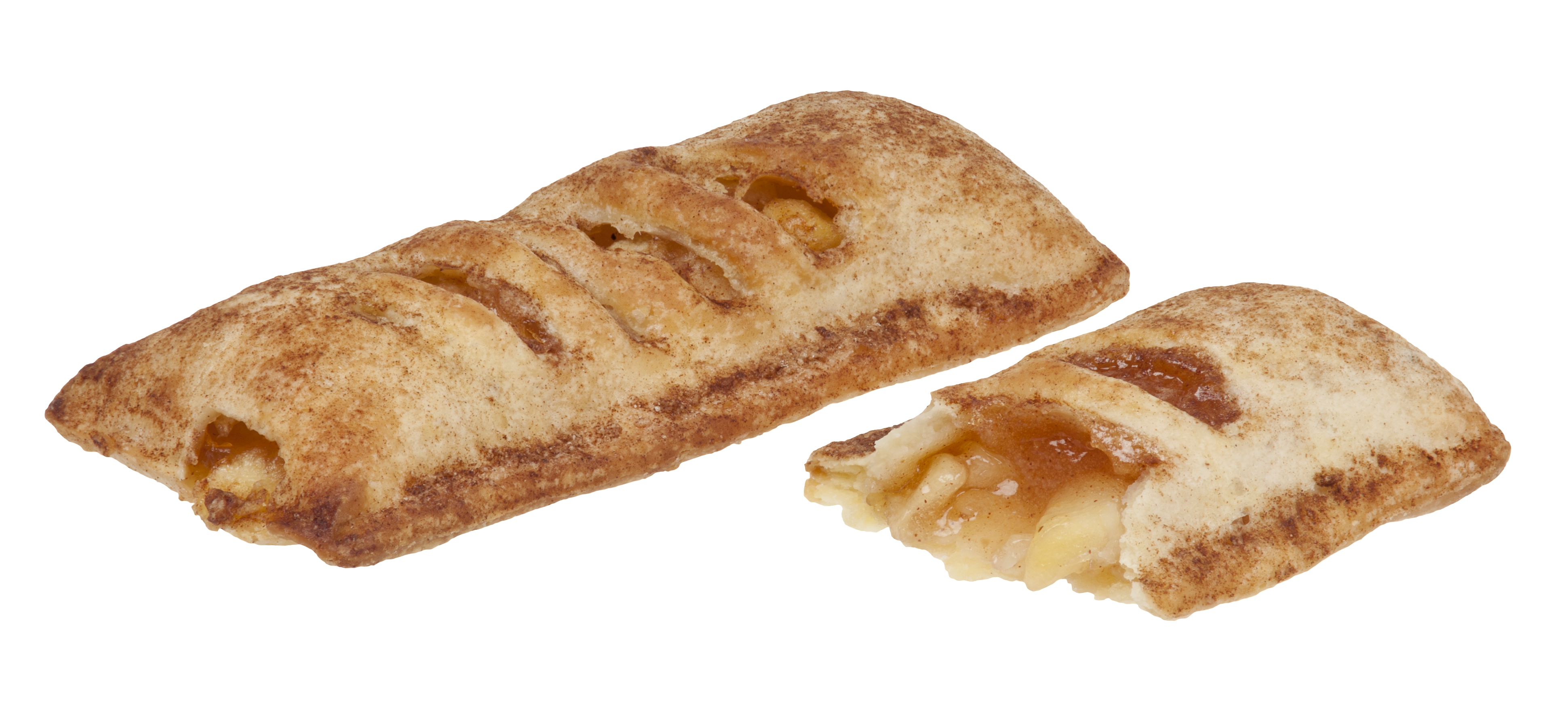
맥도날드 애플 파이

- 파이는 1968년에 출시되었으며, 1992년까지는 exclusively 튀긴 파이였으나, 그 후 미국 시장의 대부분에서 구운 파이로 대체되었다.[126][127] 처음에는 사과 맛만 가능했고, 나중에는 특정 기간 및 특정 시장에서 버찌, 딸기와 크림, 스모어, 고구마, 명절 맛 등이 추가되었다. 1970년대 캐나다에서는 블루베리가 표준이었고, 그레이트 프루트 파이라는 혼합 과일 파이도 있었다. 기타 지역별 영구 및 한정 판매 품종으로는 옥수수 (일본), 치즈 (멕시코, 과테말라, 파나마, 코스타리카), 바나나 (브라질, 하와이), 토란 (하와이, 괌, 태국), 하우피아 (하와이), 구아바 (하와이), 망고 (인도네시아), 초콜릿 (인도네시아), 살구나무절 (러시아) 등이 있다. 사과와 (단기간 동안) 바나나 파이는 아르헨티나에서 판매되었지만 90년대에 단종되었다.
- 소프트 아이스크림 제품은 여러 형태로 판매되며, 선디, 아이스크림 콘 (바닐라 또는 일부 지점에서는 초콜릿), 그리고 맥플러리의 주 재료로 사용된다. 다른 많은 소프트 아이스크림 제조법과 마찬가지로 카르복시메틸셀룰로스는 확장제 및 증점제로 사용된다.[128]

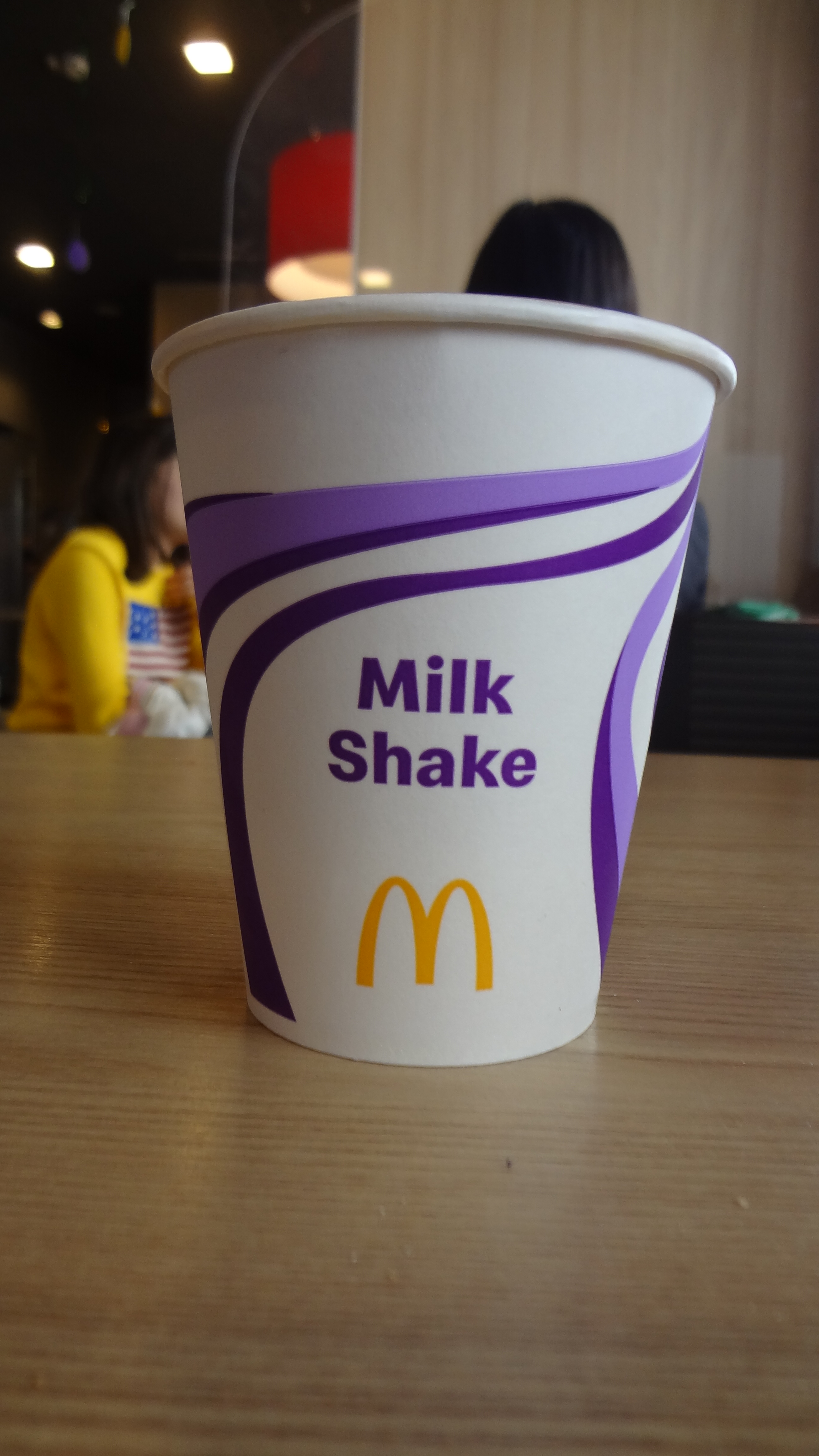
맥도날드 밀크셰이크 종이컵

  - 맥도날드 밀크셰이크 종이컵맥플러리는 소프트 아이스크림 디저트로, 사탕이나 쿠키 조각이 섞여 있다.[129] 1995년 캐나다에서 개발되었으며, 1997년 미국 메뉴에 통합되었다. 맥플러리 맛으로는 잘게 부순 오레오, M&M's 미니, 리시스, 또는 스니커즈, 트윅스, 갤럭시 등 마스 초콜릿 바, 트윌, 위스파, 크림 에그, 크런키 등 캐드버리 초콜릿 바, 요크, 스마트, 드리프터, 롤로, 버터핑거 등 네슬레 초콜릿 바가 포함된다. 맥도날드는 또한 한정 기간 맛을 제공하며, 예를 들어 슈렉 3을 위해 오우거-로드 맛을 출시했다. 호주에서는 호주 40주년 기념 특별 메뉴를 제공했다. 맛은 더블 초콜릿 퍼지, 버블껌 스쿼시, 딸기 크럼블, 카라멜 쿠키였다. 또한 말레이시아에서는 FuseofmyLife라는 독특한 맛을 고객들에게 제공한다. 이 디저트의 혼합 날개는 사실 혼합기 스핀들에 부착되는 속이 빈 손잡이가 있는 특별히 고안된 숟가락이다(호주[130]와 뉴질랜드[131]는 혼합되지 않는다). 날개는 한 번 사용된 후 고객에게 식사용 도구로 제공된다.
- 맥도날드랜드 쿠키는 전통적으로 판매되며, 애니멀 크래커와 비슷하지만, 쿠키 모양은 로널드 맥도날드, 그리메이스, 얼리 버드 버디, 햄버글러 등 맥도날드랜드 캐릭터이다. 이들은 키블러에서 제조하며, 단지 리브랜딩된 애니멀 크래커(엘핀 크래커 또는 아워 패밀리 애니멀 크래커)이다. 호주에서는 맥도날드랜드 쿠키가 아르노츠에서 제조하며, 맥도날드 레스토랑에서 판매된다.
- 갓 구운 쿠키는 일부 시장에서 판매된다. 제공되는 쿠키 중에는 설탕, 오트밀 건포도, 또는 초콜릿 칩이 있다.

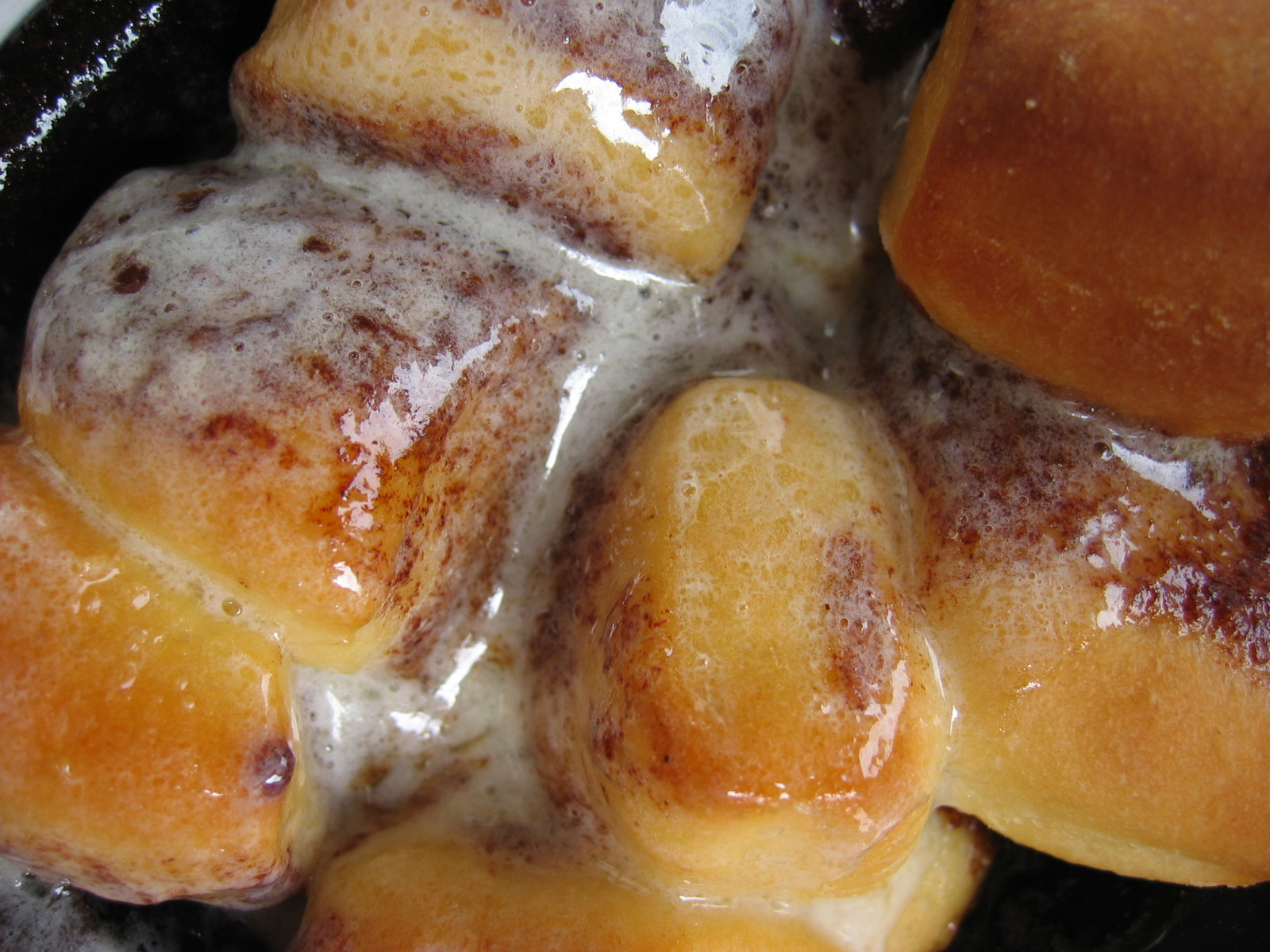
맥도날드 시나몬 멜츠

- 시나몬 멜츠 – 크림치즈 아이싱이 올라간 인기 있는 시나몬 롤 형태의 품목이다.
- 브라우니 멜츠 – 시나몬 멜츠와 비슷하지만, 초콜릿 맛에 퍼지와 크림치즈 아이싱이 위에 올라간다. 일부 시장에서만 판매된다.
- 과일 및 요거트 파르페 – 냉동 딸기와 블루베리, 바닐라 요거트가 섞인 것으로, 그래놀라 토핑 봉투와 함께 판매된다.
- 스무디는 일부 지점에서 블루베리 석류, 딸기 바나나, 또는 망고 파인애플 맛으로 판매된다. 시험 판매 지역에서는 2009년에 스무디가 출시되었다.
- 파인애플 – 많은 하와이 매장에서는 파인애플 조각이 맥도날드 브랜드 커버 트레이에 담겨 모든 식사와 함께 제공된다. 식사에서 제외할 수 있으며, 이 경우 식사 가격이 줄어든다.
- 도넛 (리틀 도넛으로 표기) – 2020년 캐나다에서 맥카페 개념으로 출시되었다. 이 도넛은 간식 크기로, 5가지 주요 종류(애플 프리터, 딸기 젤리, 스프링클, 메이플 카라멜, 보스턴 크림) 외에 한정 기간 계절별 제품도 제공된다.[132]

## 단종된 식품 제품

### 버거

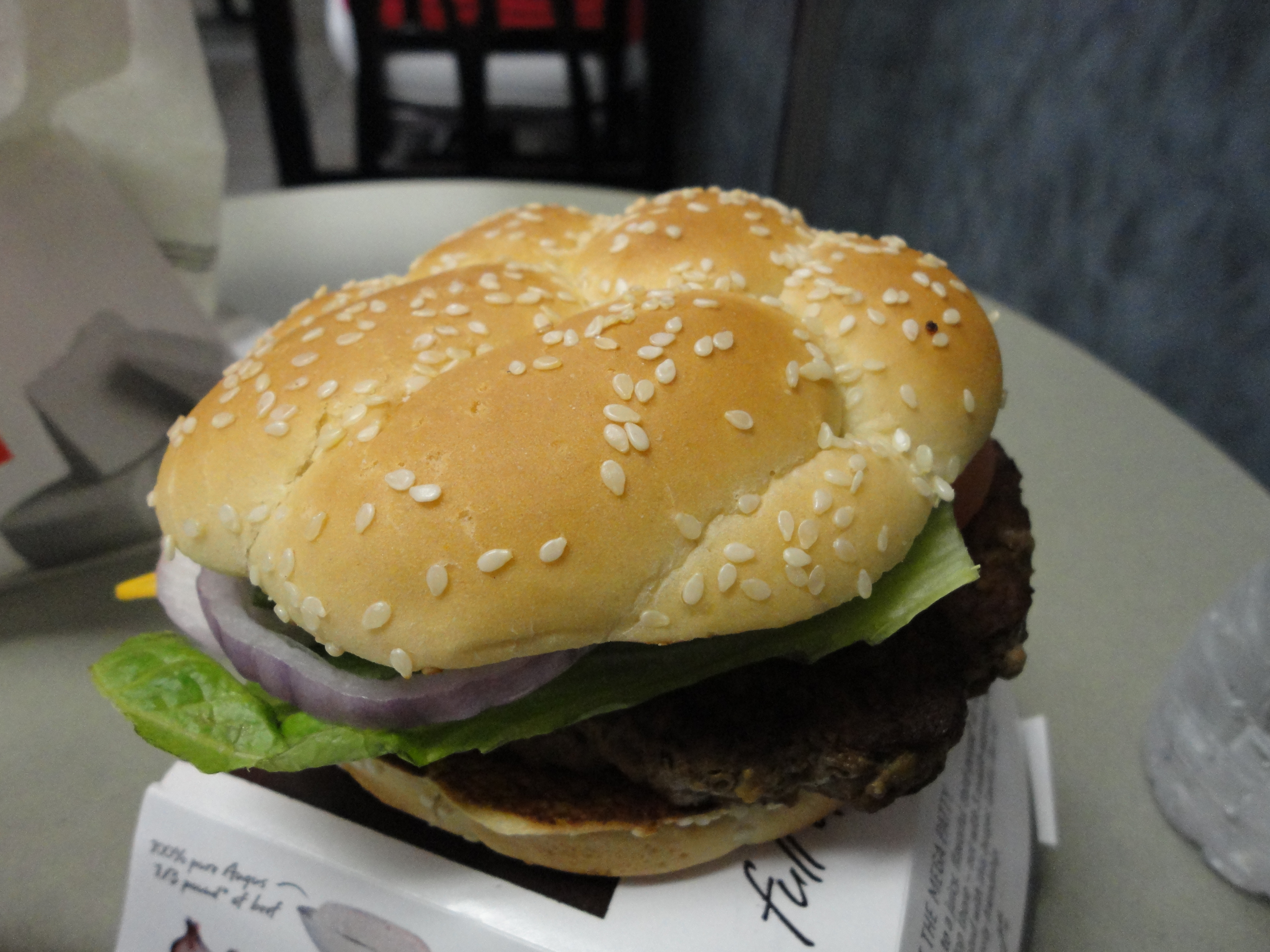
앙거스 디럭스

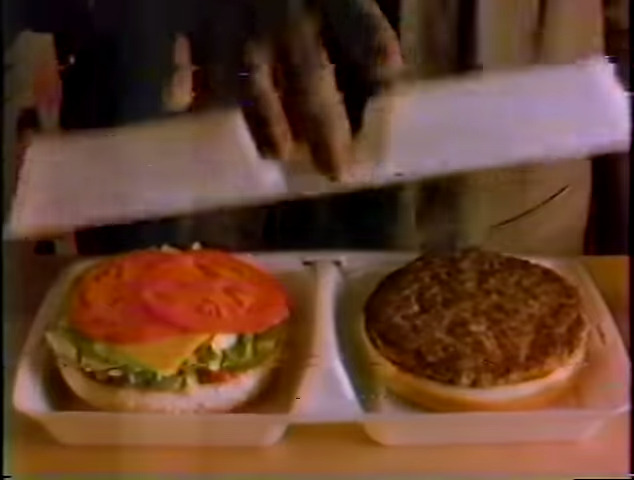
맥DLT

- 앙거스 버거 – 네 가지 종류: 앙거스 디럭스(아메리칸 치즈 두 조각, 얇게 썬 붉은 양파와 붉은 토마토, 양상추, 피클, 노란 머스터드, 마요네즈), 앙거스 머쉬룸 앤 스위스(볶은 버섯, 스위스 치즈 두 조각, 마요네즈), 앙거스 베이컨 앤 치즈(베이컨, 아메리칸 치즈 두 조각, 얇게 썬 붉은 양파, 노란 머스터드, 케첩, 피클), 그리고 앙거스 치포틀레 BBQ 베이컨(치포틀레 소스, 붉은 양파, 피클, 베이컨, 아메리칸 치즈 두 조각). 호주와 뉴질랜드에서는 세 가지 앙거스 버거가 판매된다: 그랜드 앙거스(앙거스 디럭스와 똑같음)와 마이티 앙거스(앙거스 치즈 앤 베이컨과 유사하지만, 피클과 마요네즈가 없고 케첩과 머스터드 대신 양파 렐리시가 들어감). 한정 기간 동안 그랜드 앙거스와 유사하지만, 머스터드가 없고 토마토 칠리 렐리시와 치즈 한 조각으로 만들어진 앙거스 더 서드도 판매되었다. 또한, 한정 기간 동안 앙거스 머쉬룸 앤 스위스의 복제품인 앙거스 더 그레이트도 판매되었다. 2012년 10월, 체다 베이컨 양파(CBO) 샌드위치의 앙거스 버전이 출시되었는데,[133] 이는 서양 고추냉이와 비슷한 소스, 구운 캐러멜라이즈드 양파, 베이컨, 체다 치즈로 구성되었다. 2013년 5월, 맥도날드는 미국에서 앙거스 버거 판매를 중단했다.[134][135] 앙거스 버거는 캐나다에서 2020년 코로나19 범유행으로 인해 체인이 공급망 문제를 이유로 단종할 때까지 계속 판매되었다.
- 아치 디럭스 – "고급" 햄버거를 만들려는 시도로, 대규모 광고 캠페인으로 홍보되었으며(1996년 출시), 오늘날 맥도날드 역사상 가장 비싼 실패작 중 하나로 꼽힌다. 허니 머스터드 소스가 특징이었다.[136]
- 비프 웨닝턴 – 1998년에서 1999년 사이에 시카고 지역에서만 제공된 버거로, 전 시카고 불스 선수 빌 웨닝턴의 이름을 따서 명명되었다. 치즈, 양파, 바비큐 소스, 캐나다 베이컨 한 조각이 얹어진 단일 패티가 특징이었다.[137]
- 보셀리 버거 – 잭슨빌 프랜차이즈에서도 1998년에 잭슨빌 재규어스의 태클 토니 보셀리의 이름을 딴 트리플-더블 버거를 판매했다.[138]
- 맥DLT – 맥DLT(맥도날드 양상추와 토마토)는 새로운 형태의 포장으로 판매되었다.[139]
- 맥클린 디럭스 – 저칼로리 쿼터파운더 스타일 샌드위치 (1991년 출시)로, 90% 저지방 쇠고기와 10%의 물에 카라기난 (해초 추출물)을 첨가하여 물과 쇠고기를 함께 유지했다.[140]
- 미키 D – 1⁄3 lb (5+1⁄3 oz 또는 150 g) 버거로, 1993년에 체다 치즈, 붉은 양파, 다진 토마토, 톡 쏘는 토마토 소스를 곁들여 바삭한 롤에 담아 출시되었다.[141]
- 체다 멜트 – 구운 양파(버터와 데리야끼에 볶은)를 듬뿍 얹고 체다 치즈 소스를 얹은 쿼터 파운드 쇠고기 패티가 라이트 라이 호밀빵에 담겨 1988년, 1990년대, 2004년, 2007년에 제공되었다. 브라질에서는 여전히 체다 맥멜트라는 이름으로 판매된다.[142]
- 맥아프리카 – 쇠고기, 치즈, 토마토가 피타 빵에 싸인 샌드위치이다. 맥도날드는 이것이 정통 아프리카 레시피를 기반으로 한다고 주장했지만, 아프리카의 심각한 기근 중에 유럽 일부 지역에서 처음 출시되어 논란이 되었다. 2002년 덴마크와 노르웨이에서 출시되었고, 유사한 개념의 샌드위치가 2008년에 판매되었다.[143]

### 생선
- 메기 샌드위치 – 메기 패티, 양상추, 톡 쏘는 소스가 들어간 샌드위치로 맥립 스타일의 번에 담아 판매되었다. 1991년 3월 짧은 기간 동안 켄터키, 테네시, 앨라배마, 아칸소, 미시시피의 맥도날드 지점에서 판매되었다.[144]

### 닭고기
- 치킨 맥바이트 – "가정식 양념"이 들어간 팝콘 치킨 가슴살로, 2012년 4월 20일까지 three-온스 (85 g), five-온스 (140 g), ten-온스 (280 g) 버전으로 판매되었다. 디핑 소스로는 랜치, 스위트 앤 사워, 톡 쏘는 BBQ, 치포틀레 BBQ, 허니 머스터드가 포함된다. 미국에서는 때때로 매운 치킨 맥바이트도 제공되었다.[145]

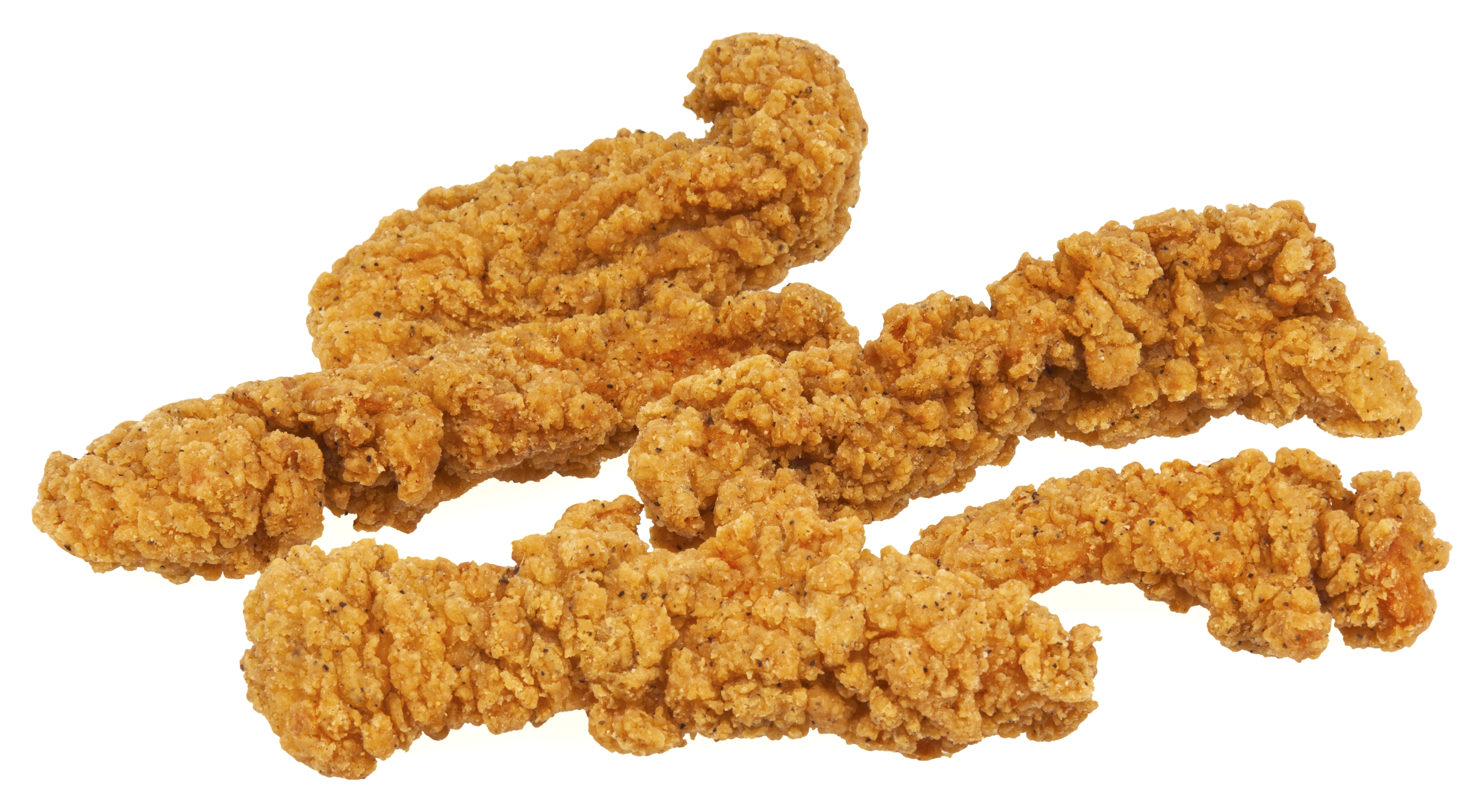
치킨 셀렉트

- 치킨 셀렉트 – 맥도날드 버전의 치킨 스트립. 1998년 초에 출시되었고, 2003년 10월 후반에 다시 정규 메뉴의 일부로 제공되었다. 3개, 5개 또는 10개 단위로 판매되며, 매운 버팔로, 크리미 랜치, 허니 머스터드, 치포틀레고추 바비큐 디핑 소스 중 선택이 가능하다. 영국에서는 훈제 바비큐 소스, 사워크림 및 스위트 칠리 소스가 소스 선택에 포함된다.[146] 미국, 캐나다, 이스라엘, 아일랜드, 영국에서 판매되었다. 호주에서는 치킨 맥디퍼스라는 이름으로 판매되었다.[147] 맥도날드는 2013년 2월 미국에서 치킨 셀렉트 판매를 중단했다.[148][149]
- 구운 치킨 플랫브레드 – 구운 치킨, 양상추, 토마토, 양파에 페퍼잭 치즈와 크리미 허브 소스를 곁들여 따뜻한 플랫브레드 랩에 담았다. 2001년 말에 판매되었지만 2003년 초에 단종되었다.
- 치킨 너겟 – 치킨 너겟은 2015년 1월 일본에서 단종되었다.[150]

### 기타 샌드위치
- 쿠바 샌드위치 – 스위스 치즈, 머스터드, 피클을 곁들인 긴 롤에 구운 돼지고기와 햄 샌드위치. 2001년 플로리다 남부 지점에서 잠시 판매된 히스패닉 테마 메뉴 품목 중 하나.[151]
- 프라이드 로스트 비프 샌드위치 – 1968년 성인을 대상으로 출시된 제품. 맥도날드 BBQ 소스 패킷이 함께 제공되었고 "맥도날드는 내가 좋아하는 곳"이라는 슬로건이 사용되었다. 한 프랜차이즈 가맹점주의 아비스 (기업) 샌드위치 버전에 영감을 받았다. 이 샌드위치는 로스트 비프 슬라이서 비용 때문에 실패했다. 얼마나 많은 샌드위치를 팔든 수익을 낼 수 없었다.[152]
- 훌라 버거 – 레이 크로크가 고안한 것으로, 고기 대신 파인애플 한 조각이 들어갔다. 원래 사순절 동안 금요일에 고기를 먹을 수 없는 로마 가톨릭 신자들을 위해 고안되었다. 1963년에 필레오피시 샌드위치와 함께 시험 판매되었으며, 가장 많이 팔린 제품이 정식 메뉴에 추가되었다(오하이오 프랜차이즈 가맹점의 창작품인 필레오피시가 승리했다).[153]
- 키위버거 – 1990년대부터 간헐적으로 판매되었으며, 자신들의 국민새와 문화를 반영하도록 고안되었다. 쿼터파운드 쇠고기 패티, 둥근 계란, 치즈, 양상추, 토마토, 비트루트, 양파, 케첩, 머스터드가 들어간다. 키위아나, 스포츠 아이콘, 요리, 취미를 언급하는 46가지 고전적인 키위 인용구가 있는 독특한 포장으로 제공되며, 이러한 인용구는 홍보 자료에도 사용되었다.[154]
- 토스트 델리 샌드위치 - TDL로 알려져 있으며, 2005년에서 2006년 사이에 캐나다에서 판매되었다. 작은 서브 스타일 빵에 쇠고기와 프로볼론, 그리고 칠면조 BLT가 포함되었다. 토스터가 있는 별도의 샌드위치 제작 스테이션이 필요했다.[155]

### 피자와 파스타
- 디너 메뉴 – 1989년 남부에서 파스타를 시험 판매한 후, 맥도날드는 1991년 9월 로체스터 (뉴욕주)의 40개 지점에서 이탈리아계 미국 요리의 고전인 라사녜 알 포르노, 페투치네 알프레도, 미트볼 스파게티를 포함한 파스타 기반 메뉴를 시험하기 시작했다. 1990년대 초, 새로운 디너 메뉴는 뉴욕과 테네시의 두 지점에서 6~12개월 동안 시험 판매되었다. 여기에는 아래에서 언급된 피자뿐만 아니라 라사녜, 스파게티, 페투치네 알프레도, 구운 닭고기 등 다른 주요 요리도 포함되었다. 사이드 디시로는 그레이비를 곁들인 으깬 감자와 채소 모듬이 있었다. 디저트로는 브라우니 아 라 모드 또는 땅콩 버터 파이가 포함되었다.[92][156]
- 맥스파게티 - 1970년부터 필리핀 맥도날드에서만 스파게티를 판매했다. 1980년에 메뉴에서 단종되었으나, 2021년에 한 X (소셜 네트워크) 사용자가 맥도날드에서 주문했다고 주장하면서 인기를 얻기 시작했고, 필리핀과 플로리다주 올랜도의 한 지점에서 다시 출시되었다. 클래식 스파게티에 미트볼과 치즈, 달콤/새콤한 토마토 소스로 신선하게 만들어 제공되었다.[157] 오늘날에는 정규 메뉴 항목 중 하나이며, 종종 일반적인 할인 상품과 함께 제공된다.
- 피자/맥피자 – 맥도날드는 여러 차례 피자를 시도했는데,[92][156] 애플 파이와 비슷한 맥피자와 더 전통적인 맥도날드 피자가 있었다. 개인 크기 피자 라인은 1970년대 후반 밀워키와 매디슨 인근 고속도로 근처 시험 판매점에서 처음 선보였다. 캐나다(1992년경–1999년)에서는 원래 직원이 테이블로 가져와 테이블 중앙에 놓인 받침대에 올려주는 가족 크기 피자였다. 나중에는 개인 크기 피자로 축소되었다. 그러나 인도(파이와 비슷한 "피자 맥퍼프")와 같은 일부 국제 시장에서도 변형이 나타났다. 맥도날드는 또한 1989년 에번즈빌, 그리고 인근 오언즈버러에서 14인치 원형의 전통적인 스타일 피자를 시험 판매했다.[158] 1991년까지 피자 시험 판매는 500개 이상의 맥도날드 지점으로 확대되었지만, 피자 시험은 중단되었다.[159] 피자는 대부분의 레스토랑에서 1999년까지 단종되었다. 메뉴에서 피자를 제거한 이유는 피자를 조리하는 데 11분이 걸렸고, 맥도날드는 빠른 서비스라는 명성을 유지하고 싶었기 때문이다. 10년 후, 두 곳의 맥도날드 지점[160] (오하이오주 포메로이와 웨스트버지니아주 스펜서)에서는 여전히 가족 스타일의 맥피자를 제공했다. 오하이오와 웨스트버지니아 지점은 2017년에 피자 판매를 중단했다.[161] 2020년 11월 기준으로, 미국에서 가장 큰 맥도날드 지점인 플로리다주 올랜도의 지점에서만 피자, 파스타, 벨기에 와플을 판매한다.[162][163]

### 음료 및 디저트
- 다이어트 코크 플로트와 코크 플로트 – 1991년, 맥도날드는 다이어트 코크 또는 코크에 저지방 소프트 아이스크림 프로즌 요거트를 곁들여 수집 가능한 코크 벨 유리컵에 담아 한정 기간 동안 판매하는 프로모션을 진행했다. 1.59달러에 판매되었으며, 모든 판매 금액의 40센트가 로널드 맥도날드 어린이 자선 단체에 기부되었다.[164]
- 트리플 리플 – 딸기, 바닐라, 초콜릿이 섞인 콘.[152]

## 같이 보기
- 버거킹 제품 목록

## 참고
1. ↑  전 세계적으로 맥도날드 패티는 공장에서 급속 냉동되어 매장에서 조리될 때까지 냉동 상태를 유지한다. 유일한 예외는 미국 본토인데, 이곳에서는 4:1 (쿼터파운드) 패티가 주문 즉시 신선하게 조리된다.
2. ↑  미국을 포함한 일부 시장에서 맥도날드는 다른 많은 식당 체인과 마찬가지로 법적인 이유로 냉동 유제품 기반 음료를 "밀크셰이크" 대신 "셰이크"라고 부른다.[120][121]

## 더 읽어보기
- “$1 $2 $3 Dollar Menu Items”. 《McDonald's》. 2022년 4월 20일. 2022년 10월 20일에 확인함.